# Nahetalbahn
| Nahe-Express mit einem Triebwagen der Baureihe 612 in Doppeltraktion verlässt Ottweiler Richtung Saarbrücken | |                                                                            |                                                                            |
| | |                                                                            |                                                                            |
| Streckennummer (DB): | 3511 |                                                                            |                                                                            |
| Kursbuchstrecke (DB): | 672 (Bingen–Bad Kreuznach) 680 (Bad Kreuznach–Saarbrücken) |                                                                            |                                                                            |
| Kursbuchstrecke: | 272 (Bingerbrück – Bad Münster a St 1946) 271 (Bad Kreuznach – Saarbrücken Hbf 1946) 272e (Bad Kreuznach – Bad Münster a St 1946) 271f (Ottweiler (Saar) – Neunkirchen (Saar) Hbf 1946) |                                                                            |                                                                            |
| Streckenlänge: | 141,8 km |                                                                            |                                                                            |
| Spurweite: | 1435 mm (Normalspur) |                                                                            |                                                                            |
| Streckenklasse: | D4 |                                                                            |                                                                            |
| Stromsystem: | Neubrücke–Saarbrücken: 15 kV 16,7 Hz ~ |                                                                            |                                                                            |
| Maximale Neigung: | 23,5 ‰ |                                                                            |                                                                            |
| Minimaler Radius: | 222 m |                                                                            |                                                                            |
| Streckengeschwindigkeit: | 160 km/h |                                                                            |                                                                            |
| Zugbeeinflussung: | PZB (durchgehend) |                                                                            |                                                                            |
| Zweigleisigkeit: | durchgehend |                                                                            |                                                                            |
| | |                                                                            |                                                                            |
| \| \| \| Linke Rheinstrecke von Koblenz \| \| \| \| 0,000 \| Bingen (Rhein) Hbf (Keilbahnhof) \| Bingen (Rhein) Hbf (Keilbahnhof) \| \| \| \| Linke Rheinstrecke nach Mainz \| \| \| \| \| B 9 \| \| \| \| 2,716 \| Münster-Sarmsheim \| Münster-Sarmsheim \| \| \| 4,000 \| ehem. Strecke von Hindenburgbrücke \| ehem. Strecke von Hindenburgbrücke \| \| \| \| A 61 \| \| \| \| 5,946 \| Laubenheim (Nahe) \| Laubenheim (Nahe) \| \| \| 7,950 \| Langenlonsheim \| Langenlonsheim \| \| \| \| [Anm. 1] \| \| \| \| \| Hunsrückquerbahn nach Stromberg (Hunsrück) \| \| \| \| 11,470 \| Bretzenheim (Nahe) \| Bretzenheim (Nahe) \| \| \| 12,792 \| Regionalbereichsgrenze Mitte/Südwest (bis 2021) \| Regionalbereichsgrenze Mitte/Südwest (bis 2021) \| \| \| 12,900 \| B 41 \| B 41 \| \| \| \| \| \| \| \| 14,640 \| Bad Kreuznach Gbf ehemals: Kreuznach Stadtbahnhof \| Bad Kreuznach Gbf ehemals: Kreuznach Stadtbahnhof \| \| \| \| \| \| \| \| \| Nahe (insg. 13× auf der Strecke) \| \| \| \| \| Strategische Bahn von Gau Algesheim \| \| \| \| 16,110 \| Bad Kreuznach (Keilbahnhof) \| Bad Kreuznach (Keilbahnhof) \| \| \| \| Kreuznach Bad (bis 1905) \| \| \| \| \| (Strecke bis Bad Münster ehem. viergleisig) \| \| \| \| \| Nahe \| \| \| \| 20,139 \| Bad Münster am Stein \| Bad Münster am Stein \| \| \| 20,400 \| Alsenztalbahn nach Hochspeyer \| Alsenztalbahn nach Hochspeyer \| \| \| 20,500 \| B 48 \| B 48 \| \| \| 20,700 \| ehem. Glantalbahn nach Homburg (Saar) \| ehem. Glantalbahn nach Homburg (Saar) \| \| \| 22,200 \| Großer Norheimer Tunnel (235 m) \| Großer Norheimer Tunnel (235 m) \| \| \| 22,500 \| Kleiner Norheimer Tunnel (76 m) \| Kleiner Norheimer Tunnel (76 m) \| \| \| 23,300 \| Norheim \| Norheim \| \| \| 25,9 \| Niederhausen (Nahe) \| Niederhausen (Nahe) \| \| \| 31,2 \| Waldböckelheim \| Waldböckelheim \| \| \| 33,5 \| Booser Tunnel (424 m) \| Booser Tunnel (424 m) \| \| \| \| ehem. Glantalbahn (heute Draisinenverkehr) \| \| \| \| 35,3 \| Staudernheim \| 134 m \| \| \| 38,4 \| Bad Sobernheim \| Bad Sobernheim \| \| \| 42,7 \| Monzingen \| Monzingen \| \| \| \| \| \| \| \| 46,615 47,005 \| Martinstein Ost Gleis nach Bad Sobernheim Martinstein West Gleis nach Kirn \| Martinstein Ost Gleis nach Bad Sobernheim Martinstein West Gleis nach Kirn \| \| \| \| \| \| \| \| \| Martinstein \| \| \| \| 49,2 \| Hochstetten (Nahe) \| Hochstetten (Nahe) \| \| \| \| B 41 \| \| \| \| 53,0 \| Kirn \| 189 m \| \| \| 56,5 \| Kirn-Sulzbach (früher Kirnsulzbach) \| Kirn-Sulzbach (früher Kirnsulzbach) \| \| \| 60,5 \| Fischbach-Weierbach \| Fischbach-Weierbach \| \| \| 63,8 \| Nahbollenbach \| Nahbollenbach \| \| \| 65,6 \| Gefallener-Fels-Tunnel (201 m) \| Gefallener-Fels-Tunnel (201 m) \| \| \| 67,9 \| Idar-Oberstein \| 264 m \| \| \| 68,5 \| Homericher Tunnel (388 m) \| Homericher Tunnel (388 m) \| \| \| 69,2 \| Enzweiler Tunnel (466 m) \| Enzweiler Tunnel (466 m) \| \| \| 70,2 \| Enzweiler \| Enzweiler \| \| \| 70,4 \| Hammersteiner Tunnel (60 m) \| Hammersteiner Tunnel (60 m) \| \| \| 73,5 \| Sonnenberg (Nahe) (stillg. 1963) \| Sonnenberg (Nahe) (stillg. 1963) \| \| \| 73,6 \| Frauenberg-Tunnel (407 m) \| Frauenberg-Tunnel (407 m) \| \| \| 75,3 \| Kronweiler \| Kronweiler \| \| \| 75,5 \| Kupferheck-Tunnel (211 m) \| Kupferheck-Tunnel (211 m) \| \| \| 77,3 \| Bockspiel-Tunnel (120 m) \| Bockspiel-Tunnel (120 m) \| \| \| 77,7 \| Nohen \| Nohen \| \| \| 79,2 \| Brämericher Tunnel (209 m) \| Brämericher Tunnel (209 m) \| \| \| 80,7 \| Heimbach (Nahe) \| Heimbach (Nahe) \| \| \| \| Strecke nach Baumholder \| \| \| \| 81,3 \| Jährodt-Tunnel (125 m) \| Jährodt-Tunnel (125 m) \| \| \| 82,1 \| Mausemühle-Tunnel (145 m) \| Mausemühle-Tunnel (145 m) \| \| \| 83,7 \| Hoppstädten (Nahe) \| Hoppstädten (Nahe) \| \| \| \| ehem. Strecke von Birkenfeld \| \| \| \| 85,700 \| Neubrücke (Nahe) \| Neubrücke (Nahe) \| \| \| 87,600 \| A 62 \| A 62 \| \| \| \| Nahe (insg. 13× auf der Strecke) \| \| \| \| 86,768 \| Landesgrenze Rheinland-Pfalz/Saarland \| Landesgrenze Rheinland-Pfalz/Saarland \| \| \| 86,780 \| Regionalbereichsgrenze Mitte/Südwest (ab 2021) \| Regionalbereichsgrenze Mitte/Südwest (ab 2021) \| \| \| 89,100 \| B 41 \| B 41 \| \| \| 89,540 \| Nohfelden \| Nohfelden \| \| \| \| ehem. Westrichbahn von Schwarzerden \| \| \| \| 91,750 \| Türkismühle \| 364 m \| \| \| \| Hochwaldbahn nach Hermeskeil \| \| \| \| \| Walhausen (Saar) / Brunnenstraße \| \| \| \| 94,6 \| Walhausen (Saar) \| Walhausen (Saar) \| \| \| 96,0 \| Scheitelpunkt \| 384,4 m \| \| \| 98,6 \| Namborn \| Namborn \| \| \| \| B 41 \| \| \| \| 100,9 \| Hofeld \| Hofeld \| \| \| 103,0 \| Baltersweiler \| Baltersweiler \| \| \| \| St. Wendel / Kelsweilerstraße \| \| \| \| \| ehem. Strecke von Tholey \| \| \| \| \| Blies \| \| \| \| 106,3 \| St. Wendel \| St. Wendel \| \| \| \| Blies \| \| \| \| 108,1 \| Oberlinxweiler \| Oberlinxweiler \| \| \| \| Blies (2×) \| \| \| \| 111,2 \| Niederlinxweiler \| Niederlinxweiler \| \| \| \| Blies (2×) \| \| \| \| \| \| \| \| \| \| Ostertalbahn von Schwarzerden (Museumsverkehr) \| \| \| \| \| \| \| \| \| 114,8 \| Ottweiler (Saar) \| Ottweiler (Saar) \| \| \| 117,9 \| Wiebelskircher Tunnel (313 m) \| Wiebelskircher Tunnel (313 m) \| \| \| 118,5 \| Wiebelskirchen \| Wiebelskirchen \| \| \| \| Strecke von Homburg (Saar) \| \| \| \| 120,6 \| Neunkirchen (Saar) Hbf (Keilbahnhof) \| 257 m \| \| \| \| Fischbachtalbahn nach Schiffweiler \| \| \| \| 123,1 \| Neunkirchen Hbf Abzw \| Neunkirchen Hbf Abzw \| \| \| \| ehem. Strecke nach Neunkirchen-Heinitz \| \| \| \| \| Königsgrube \| \| \| \| \| ehem. Verbindung nach Schiffweiler \| \| \| \| \| B 41 \| \| \| \| 124,9 0,0 \| Landsweiler-Reden \| Landsweiler-Reden \| \| \| \| Reden Grube \| \| \| \| 1,9 \| Itzenplitz Grube (1860–1958) \| Itzenplitz Grube (1860–1958) \| \| \| 127,5 \| Bildstock \| Bildstock \| \| \| \| (ehem. Trasse bis 1955) \| \| \| \| 127,7 \| Bildstock-Tunnel (alt, 481 m) \| Bildstock-Tunnel (alt, 481 m) \| \| \| 127,9 \| Bildstock-Tunnel (neu, 341 m) \| Bildstock-Tunnel (neu, 341 m) \| \| \| \| (ehem. Trasse bis 1955) \| \| \| \| 130,5 \| Friedrichsthal (Saar) Mitte \| Friedrichsthal (Saar) Mitte \| \| \| 129,6 \| Friedrichsthal (Saar) \| Friedrichsthal (Saar) \| \| \| \| Sulzbachtalbrücke, A 8 \| \| \| \| 130,8 \| Sulzbach (Saar)-Altenwald \| Sulzbach (Saar)-Altenwald \| \| \| 133,1 \| Sulzbach (Saar) \| Sulzbach (Saar) \| \| \| \| Beginn der Güterumgehungsbahn \| \| \| \| 136,4 \| Dudweiler \| Dudweiler \| \| \| 138,5 \| Jägersfreude \| Jägersfreude \| \| \| \| A 623 \| \| \| \| 139,0 \| Saarbrücken Rbf Nord (Abzw) \| Saarbrücken Rbf Nord (Abzw) \| \| \| \| Saarbrücken Rbf Mitte/Hgbf \| \| \| \| 140,9 \| Saarbrücken Hbf Srg \| Saarbrücken Hbf Srg \| \| \| \| Saarbrücken Rbf West (Abzw) GUB \| \| \| \| \| \| \| \| \| \| Pfälzische Ludwigsbahn von Homburg und Strecke von Sarreguemines \| \| \| \| \| \| \| \| \| 141,9 \| Saarbrücken Hbf (Bft) \| 208 m \| \| \| \| Fischbachtalbahn nach Wemmetsweiler \| \| \| \| \| Forbacher Bahn nach Metz \| \| \| \| \| Saarstrecke nach Trier \| \| \| \| \| \| \| \| Quellen: [1][2][3] \| \| \| \| | |                                                                            |                                                                            |
| Strecke | | Linke Rheinstrecke von Koblenz                                             | Linke Rheinstrecke von Koblenz                                             |
| Bahnhof | 0,000 | Bingen (Rhein) Hbf (Keilbahnhof)                                           | Bingen (Rhein) Hbf (Keilbahnhof)                                           |
| Abzweig geradeaus und nach links | | Linke Rheinstrecke nach Mainz                                              | Linke Rheinstrecke nach Mainz                                              |
| Strecke mit Straßenbrücke | | B 9                                                                        | B 9                                                                        |
| Haltepunkt / Haltestelle | 2,716 | Münster-Sarmsheim                                                          | Münster-Sarmsheim                                                          |
| Abzweig geradeaus und ehemals von links | 4,000 | ehem. Strecke von Hindenburgbrücke                                         | ehem. Strecke von Hindenburgbrücke                                         |
| Strecke mit Straßenbrücke | | A 61                                                                       | A 61                                                                       |
| Haltepunkt / Haltestelle | 5,946 | Laubenheim (Nahe)                                                          | Laubenheim (Nahe)                                                          |
| Bahnhof | 7,950 | Langenlonsheim                                                             | Langenlonsheim                                                             |
| Abzweig geradeaus und ehemals nach links · Strecke von rechts (außer Betrieb) | | [ Anm. 1 ]                                                                 | [ Anm. 1 ]                                                                 |
| Kreuzung geradeaus unten und rechts (Querstrecke außer Betrieb) · Strecke nach rechts (außer Betrieb) | | Hunsrückquerbahn nach Stromberg (Hunsrück)                                 | Hunsrückquerbahn nach Stromberg (Hunsrück)                                 |
| Haltepunkt / Haltestelle | 11,470 | Bretzenheim (Nahe)                                                         | Bretzenheim (Nahe)                                                         |
| ehemaliger Wechsel des Eisenbahninfrastrukturunternehmens | 12,792 | Regionalbereichsgrenze Mitte/Südwest (bis 2021)                            | Regionalbereichsgrenze Mitte/Südwest (bis 2021)                            |
| Strecke mit Straßenbrücke | 12,900 | B 41                                                                       | B 41                                                                       |
| | |                                                                            |                                                                            |
| Dienststation / Betriebs- oder Güterbahnhof | 14,640 | Bad Kreuznach Gbf ehemals: Kreuznach Stadtbahnhof                          | Bad Kreuznach Gbf ehemals: Kreuznach Stadtbahnhof                          |
| | |                                                                            |                                                                            |
| Brücke über Wasserlauf | | Nahe (insg. 13× auf der Strecke)                                           | Nahe (insg. 13× auf der Strecke)                                           |
| Abzweig geradeaus und von links | | Strategische Bahn von Gau Algesheim                                        | Strategische Bahn von Gau Algesheim                                        |
| Bahnhof | 16,110 | Bad Kreuznach (Keilbahnhof)                                                | Bad Kreuznach (Keilbahnhof)                                                |
| ehemaliger Bahnhof | | Kreuznach Bad (bis 1905)                                                   | Kreuznach Bad (bis 1905)                                                   |
| Strecke | | (Strecke bis Bad Münster ehem. viergleisig)                                | (Strecke bis Bad Münster ehem. viergleisig)                                |
| Brücke über Wasserlauf | | Nahe                                                                       | Nahe                                                                       |
| Bahnhof | 20,139 | Bad Münster am Stein                                                       | Bad Münster am Stein                                                       |
| Abzweig geradeaus und nach links | 20,400 | Alsenztalbahn nach Hochspeyer                                              | Alsenztalbahn nach Hochspeyer                                              |
| Strecke mit Straßenbrücke | 20,500 | B 48                                                                       | B 48                                                                       |
| Abzweig geradeaus und ehemals nach links | 20,700 | ehem. Glantalbahn nach Homburg (Saar)                                      | ehem. Glantalbahn nach Homburg (Saar)                                      |
| Tunnel | 22,200 | Großer Norheimer Tunnel (235 m)                                            | Großer Norheimer Tunnel (235 m)                                            |
| Tunnel | 22,500 | Kleiner Norheimer Tunnel (76 m)                                            | Kleiner Norheimer Tunnel (76 m)                                            |
| Haltepunkt / Haltestelle | 23,300 | Norheim                                                                    | Norheim                                                                    |
| ehemaliger Haltepunkt / Haltestelle | 25,9 | Niederhausen (Nahe)                                                        | Niederhausen (Nahe)                                                        |
| ehemaliger Haltepunkt / Haltestelle | 31,2 | Waldböckelheim                                                             | Waldböckelheim                                                             |
| Tunnel | 33,5 | Booser Tunnel (424 m)                                                      | Booser Tunnel (424 m)                                                      |
| Abzweig geradeaus und ehemals von links | | ehem. Glantalbahn (heute Draisinenverkehr)                                 | ehem. Glantalbahn (heute Draisinenverkehr)                                 |
| Bahnhof | 35,3 | Staudernheim                                                               | 134 m                                                                      |
| Bahnhof | 38,4 | Bad Sobernheim                                                             | Bad Sobernheim                                                             |
| Haltepunkt / Haltestelle | 42,7 | Monzingen                                                                  | Monzingen                                                                  |
| | |                                                                            |                                                                            |
| Haltepunkt / Haltestelle | 46,615 47,005 | Martinstein Ost Gleis nach Bad Sobernheim Martinstein West Gleis nach Kirn | Martinstein Ost Gleis nach Bad Sobernheim Martinstein West Gleis nach Kirn |
| | |                                                                            |                                                                            |
| ehemaliger Bahnhof | | Martinstein                                                                | Martinstein                                                                |
| Haltepunkt / Haltestelle | 49,2 | Hochstetten (Nahe)                                                         | Hochstetten (Nahe)                                                         |
| Strecke mit Straßenbrücke | | B 41                                                                       | B 41                                                                       |
| Bahnhof | 53,0 | Kirn                                                                       | 189 m                                                                      |
| Haltepunkt / Haltestelle | 56,5 | Kirn-Sulzbach (früher Kirnsulzbach)                                        | Kirn-Sulzbach (früher Kirnsulzbach)                                        |
| Bahnhof | 60,5 | Fischbach-Weierbach                                                        | Fischbach-Weierbach                                                        |
| ehemaliger Haltepunkt / Haltestelle | 63,8 | Nahbollenbach                                                              | Nahbollenbach                                                              |
| Tunnel | 65,6 | Gefallener-Fels-Tunnel (201 m)                                             | Gefallener-Fels-Tunnel (201 m)                                             |
| Bahnhof | 67,9 | Idar-Oberstein                                                             | 264 m                                                                      |
| Tunnel | 68,5 | Homericher Tunnel (388 m)                                                  | Homericher Tunnel (388 m)                                                  |
| Tunnel | 69,2 | Enzweiler Tunnel (466 m)                                                   | Enzweiler Tunnel (466 m)                                                   |
| ehemaliger Bahnhof | 70,2 | Enzweiler                                                                  | Enzweiler                                                                  |
| Tunnel | 70,4 | Hammersteiner Tunnel (60 m)                                                | Hammersteiner Tunnel (60 m)                                                |
| ehemaliger Haltepunkt / Haltestelle | 73,5 | Sonnenberg (Nahe) (stillg. 1963)                                           | Sonnenberg (Nahe) (stillg. 1963)                                           |
| Tunnel | 73,6 | Frauenberg-Tunnel (407 m)                                                  | Frauenberg-Tunnel (407 m)                                                  |
| Bahnhof | 75,3 | Kronweiler                                                                 | Kronweiler                                                                 |
| Tunnel | 75,5 | Kupferheck-Tunnel (211 m)                                                  | Kupferheck-Tunnel (211 m)                                                  |
| Tunnel | 77,3 | Bockspiel-Tunnel (120 m)                                                   | Bockspiel-Tunnel (120 m)                                                   |
| Haltepunkt / Haltestelle | 77,7 | Nohen                                                                      | Nohen                                                                      |
| Tunnel | 79,2 | Brämericher Tunnel (209 m)                                                 | Brämericher Tunnel (209 m)                                                 |
| Bahnhof | 80,7 | Heimbach (Nahe)                                                            | Heimbach (Nahe)                                                            |
| Abzweig geradeaus und nach links | | Strecke nach Baumholder                                                    | Strecke nach Baumholder                                                    |
| Tunnel | 81,3 | Jährodt-Tunnel (125 m)                                                     | Jährodt-Tunnel (125 m)                                                     |
| Tunnel | 82,1 | Mausemühle-Tunnel (145 m)                                                  | Mausemühle-Tunnel (145 m)                                                  |
| Haltepunkt / Haltestelle | 83,7 | Hoppstädten (Nahe)                                                         | Hoppstädten (Nahe)                                                         |
| Abzweig geradeaus und ehemals von rechts | | ehem. Strecke von Birkenfeld                                               | ehem. Strecke von Birkenfeld                                               |
| Bahnhof | 85,700 | Neubrücke (Nahe)                                                           | Neubrücke (Nahe)                                                           |
| Strecke mit Straßenbrücke | 87,600 | A 62                                                                       | A 62                                                                       |
| Brücke über Wasserlauf | | Nahe (insg. 13× auf der Strecke)                                           | Nahe (insg. 13× auf der Strecke)                                           |
| Grenze | 86,768 | Landesgrenze Rheinland-Pfalz/Saarland                                      | Landesgrenze Rheinland-Pfalz/Saarland                                      |
| Wechsel des Eisenbahninfrastrukturunternehmens | 86,780 | Regionalbereichsgrenze Mitte/Südwest (ab 2021)                             | Regionalbereichsgrenze Mitte/Südwest (ab 2021)                             |
| Strecke mit Straßenbrücke | 89,100 | B 41                                                                       | B 41                                                                       |
| Haltepunkt / Haltestelle | 89,540 | Nohfelden                                                                  | Nohfelden                                                                  |
| Abzweig geradeaus und ehemals von links | | ehem. Westrichbahn von Schwarzerden                                        | ehem. Westrichbahn von Schwarzerden                                        |
| Bahnhof | 91,750 | Türkismühle                                                                | 364 m                                                                      |
| Abzweig geradeaus und ehemals nach rechts | | Hochwaldbahn nach Hermeskeil                                               | Hochwaldbahn nach Hermeskeil                                               |
| Bahnübergang | | Walhausen (Saar) / Brunnenstraße                                           | Walhausen (Saar) / Brunnenstraße                                           |
| Haltepunkt / Haltestelle | 94,6 | Walhausen (Saar)                                                           | Walhausen (Saar)                                                           |
| Kulminations-/Scheitelpunkt | 96,0 | Scheitelpunkt                                                              | 384,4 m                                                                    |
| Haltepunkt / Haltestelle | 98,6 | Namborn                                                                    | Namborn                                                                    |
| Brücke | | B 41                                                                       | B 41                                                                       |
| Haltepunkt / Haltestelle | 100,9 | Hofeld                                                                     | Hofeld                                                                     |
| Haltepunkt / Haltestelle | 103,0 | Baltersweiler                                                              | Baltersweiler                                                              |
| Bahnübergang | | St. Wendel / Kelsweilerstraße                                              | St. Wendel / Kelsweilerstraße                                              |
| Abzweig geradeaus und ehemals von rechts | | ehem. Strecke von Tholey                                                   | ehem. Strecke von Tholey                                                   |
| Brücke über Wasserlauf | | Blies                                                                      | Blies                                                                      |
| Bahnhof | 106,3 | St. Wendel                                                                 | St. Wendel                                                                 |
| Brücke über Wasserlauf | | Blies                                                                      | Blies                                                                      |
| Haltepunkt / Haltestelle | 108,1 | Oberlinxweiler                                                             | Oberlinxweiler                                                             |
| Brücke über Wasserlauf | | Blies (2×)                                                                 | Blies (2×)                                                                 |
| Haltepunkt / Haltestelle | 111,2 | Niederlinxweiler                                                           | Niederlinxweiler                                                           |
| Brücke über Wasserlauf | | Blies (2×)                                                                 | Blies (2×)                                                                 |
| | |                                                                            |                                                                            |
| Abzweig geradeaus und von links | | Ostertalbahn von Schwarzerden (Museumsverkehr)                             | Ostertalbahn von Schwarzerden (Museumsverkehr)                             |
| | |                                                                            |                                                                            |
| Bahnhof | 114,8 | Ottweiler (Saar)                                                           | Ottweiler (Saar)                                                           |
| Tunnel | 117,9 | Wiebelskircher Tunnel (313 m)                                              | Wiebelskircher Tunnel (313 m)                                              |
| Haltepunkt / Haltestelle | 118,5 | Wiebelskirchen                                                             | Wiebelskirchen                                                             |
| Strecke · Strecke von links | | Strecke von Homburg (Saar)                                                 | Strecke von Homburg (Saar)                                                 |
| Bahnhof · Kopfbahnhof Strecke ab hier außer Betrieb | 120,6 | Neunkirchen (Saar) Hbf (Keilbahnhof)                                       | 257 m                                                                      |
| Abzweig geradeaus und nach rechts · Strecke (außer Betrieb) | | Fischbachtalbahn nach Schiffweiler                                         | Fischbachtalbahn nach Schiffweiler                                         |
| Abzweig geradeaus und ehemals von links · Abzweig geradeaus und nach rechts (Strecke außer Betrieb) | 123,1 | Neunkirchen Hbf Abzw                                                       | Neunkirchen Hbf Abzw                                                       |
| Strecke · Strecke nach halblinks (außer Betrieb) | | ehem. Strecke nach Neunkirchen-Heinitz                                     | ehem. Strecke nach Neunkirchen-Heinitz                                     |
| Strecke · Strecke von halblinks (außer Betrieb) | | Königsgrube                                                                | Königsgrube                                                                |
| Kreuzung geradeaus oben (Querstrecke außer Betrieb) · Kreuzung geradeaus oben (Strecken außer Betrieb) | | ehem. Verbindung nach Schiffweiler                                         | ehem. Verbindung nach Schiffweiler                                         |
| Brücke · Brücke (Strecke außer Betrieb) | | B 41                                                                       | B 41                                                                       |
| Bahnhof · Dienststation / Betriebs- oder Güterbahnhof (Strecke außer Betrieb) | 124,9 0,0 | Landsweiler-Reden                                                          | Landsweiler-Reden                                                          |
| Strecke · Abzweig geradeaus und nach links (Strecke außer Betrieb) | | Reden Grube                                                                | Reden Grube                                                                |
| Betriebs-/Güterbahnhof Streckenanfang und quer (Strecke außer Betrieb) · Kreuzung geradeaus oben (Querstrecke außer Betrieb) · Strecke nach rechts (außer Betrieb) | 1,9 | Itzenplitz Grube (1860–1958)                                               | Itzenplitz Grube (1860–1958)                                               |
| Haltepunkt / Haltestelle | 127,5 | Bildstock                                                                  | Bildstock                                                                  |
| Verschwenkung von links · Verschwenkung von rechts (Strecke außer Betrieb) | | (ehem. Trasse bis 1955)                                                    | (ehem. Trasse bis 1955)                                                    |
| Strecke · Tunnel (Strecke außer Betrieb) | 127,7 | Bildstock-Tunnel (alt, 481 m)                                              | Bildstock-Tunnel (alt, 481 m)                                              |
| Tunnel · Strecke (außer Betrieb) | 127,9 | Bildstock-Tunnel (neu, 341 m)                                              | Bildstock-Tunnel (neu, 341 m)                                              |
| Verschwenkung nach links · Verschwenkung nach rechts (Strecke außer Betrieb) | | (ehem. Trasse bis 1955)                                                    | (ehem. Trasse bis 1955)                                                    |
| Haltepunkt / Haltestelle | 130,5 | Friedrichsthal (Saar) Mitte                                                | Friedrichsthal (Saar) Mitte                                                |
| Bahnhof | 129,6 | Friedrichsthal (Saar)                                                      | Friedrichsthal (Saar)                                                      |
| Strecke mit Straßenbrücke | | Sulzbachtalbrücke, A 8                                                     | Sulzbachtalbrücke, A 8                                                     |
| Haltepunkt / Haltestelle | 130,8 | Sulzbach (Saar)-Altenwald                                                  | Sulzbach (Saar)-Altenwald                                                  |
| Bahnhof | 133,1 | Sulzbach (Saar)                                                            | Sulzbach (Saar)                                                            |
| Strecke von links · Abzweig geradeaus und nach rechts | | Beginn der Güterumgehungsbahn                                              | Beginn der Güterumgehungsbahn                                              |
| Strecke · Bahnhof | 136,4 | Dudweiler                                                                  | Dudweiler                                                                  |
| Strecke · Haltepunkt / Haltestelle | 138,5 | Jägersfreude                                                               | Jägersfreude                                                               |
| Strecke mit Straßenbrücke · Strecke mit Straßenbrücke | | A 623                                                                      | A 623                                                                      |
| Abzweig geradeaus und nach links · Kreuzung geradeaus oben · Strecke von rechts | 139,0 | Saarbrücken Rbf Nord (Abzw)                                                | Saarbrücken Rbf Nord (Abzw)                                                |
| Dienststation / Betriebs- oder Güterbahnhof · Strecke · Dienststation / Betriebs- oder Güterbahnhof | | Saarbrücken Rbf Mitte/Hgbf                                                 | Saarbrücken Rbf Mitte/Hgbf                                                 |
| Strecke · Abzweig geradeaus und von links · Abzweig geradeaus und nach rechts | 140,9 | Saarbrücken Hbf Srg                                                        | Saarbrücken Hbf Srg                                                        |
| Abzweig geradeaus und nach rechts · Strecke · Strecke | | Saarbrücken Rbf West (Abzw) GUB                                            | Saarbrücken Rbf West (Abzw) GUB                                            |
| | |                                                                            |                                                                            |
| Strecke nach links · Abzweig geradeaus, von links und von rechts · Abzweig quer und nach links | | Pfälzische Ludwigsbahn von Homburg und Strecke von Sarreguemines           | Pfälzische Ludwigsbahn von Homburg und Strecke von Sarreguemines           |
| | |                                                                            |                                                                            |
| Bahnhof | 141,9 | Saarbrücken Hbf (Bft)                                                      | 208 m                                                                      |
| Abzweig geradeaus und nach rechts | | Fischbachtalbahn nach Wemmetsweiler                                        | Fischbachtalbahn nach Wemmetsweiler                                        |
| Abzweig geradeaus und nach links | | Forbacher Bahn nach Metz                                                   | Forbacher Bahn nach Metz                                                   |
| Strecke | | Saarstrecke nach Trier                                                     | Saarstrecke nach Trier                                                     |
| | |                                                                            |                                                                            |
| Quellen: | |                                                                            |                                                                            |

Die Nahetalbahn ist eine zweigleisige Eisenbahnhauptstrecke in Rheinland-Pfalz und im Saarland, die knapp 100 Kilometer entlang der Nahe führt. Der Streckenabschnitt von Neubrücke (Nahe) bis Saarbrücken ist elektrifiziert. Sie wurde von der Rhein-Nahe-Eisenbahn-Gesellschaft (RNE) erbaut und verbindet Bingen am Rhein an der linken Rheinstrecke mit der saarländischen Landeshauptstadt Saarbrücken. Der Abschnitt ab Bad Kreuznach ist Teil der regional bedeutsamen Verkehrsachse zwischen den beiden Landeshauptstädten Mainz und Saarbrücken.
Betreiber der Infrastruktur ist die DB Netz.

## Geschichte

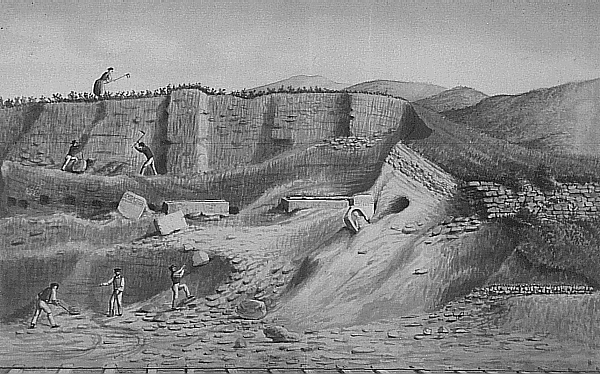
Bau der Nahetal-Bahn

### Erste Initiativen und Eröffnung des Abschnitts Neunkirchen–Saarbrücken
Bereits 1839 gab es Pläne zum Bau einer Eisenbahnverbindung zwischen Saar und Mittelrhein, die wegen hoher Baukosten nicht verwirklicht werden konnten.

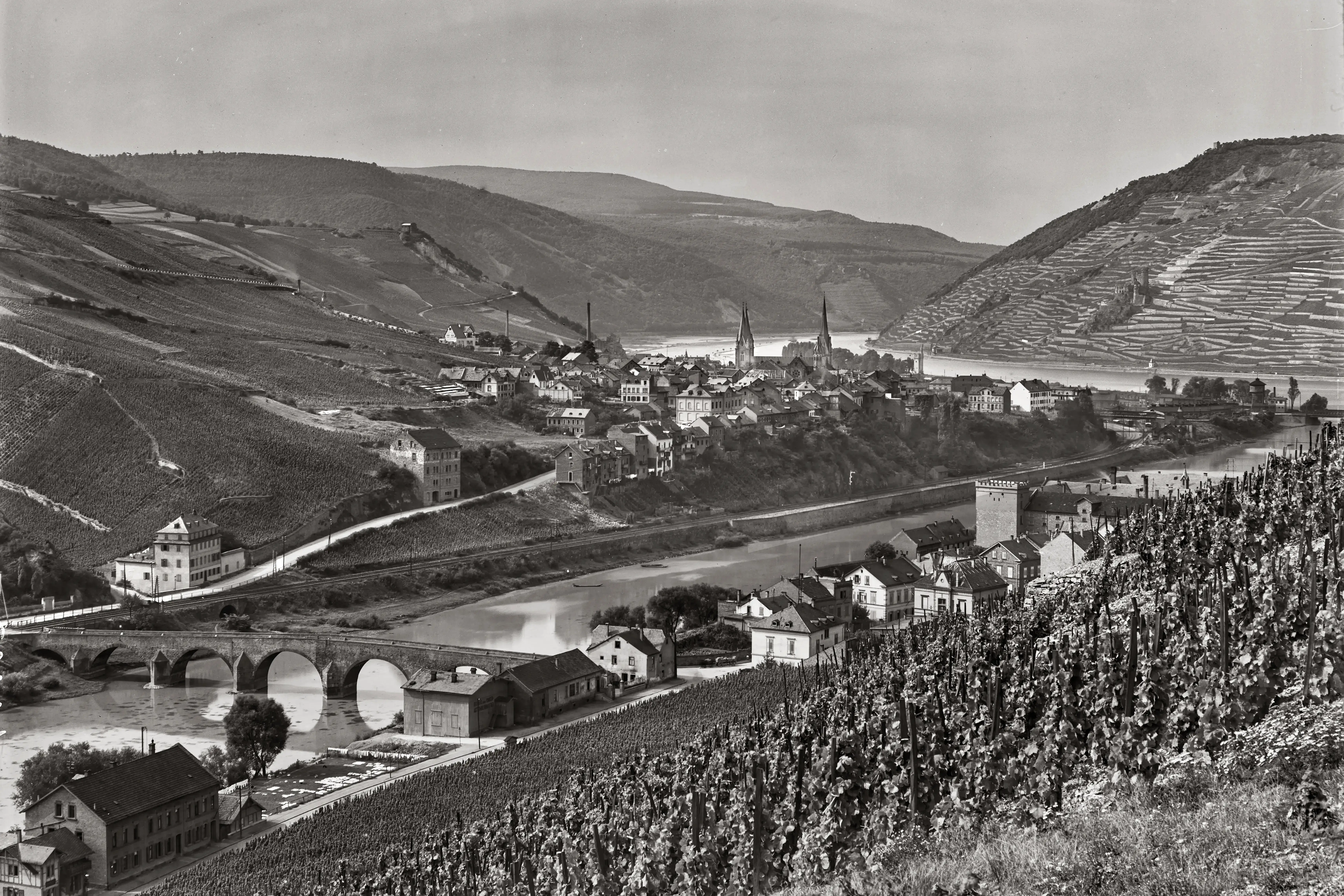
Bingerbrück 1910

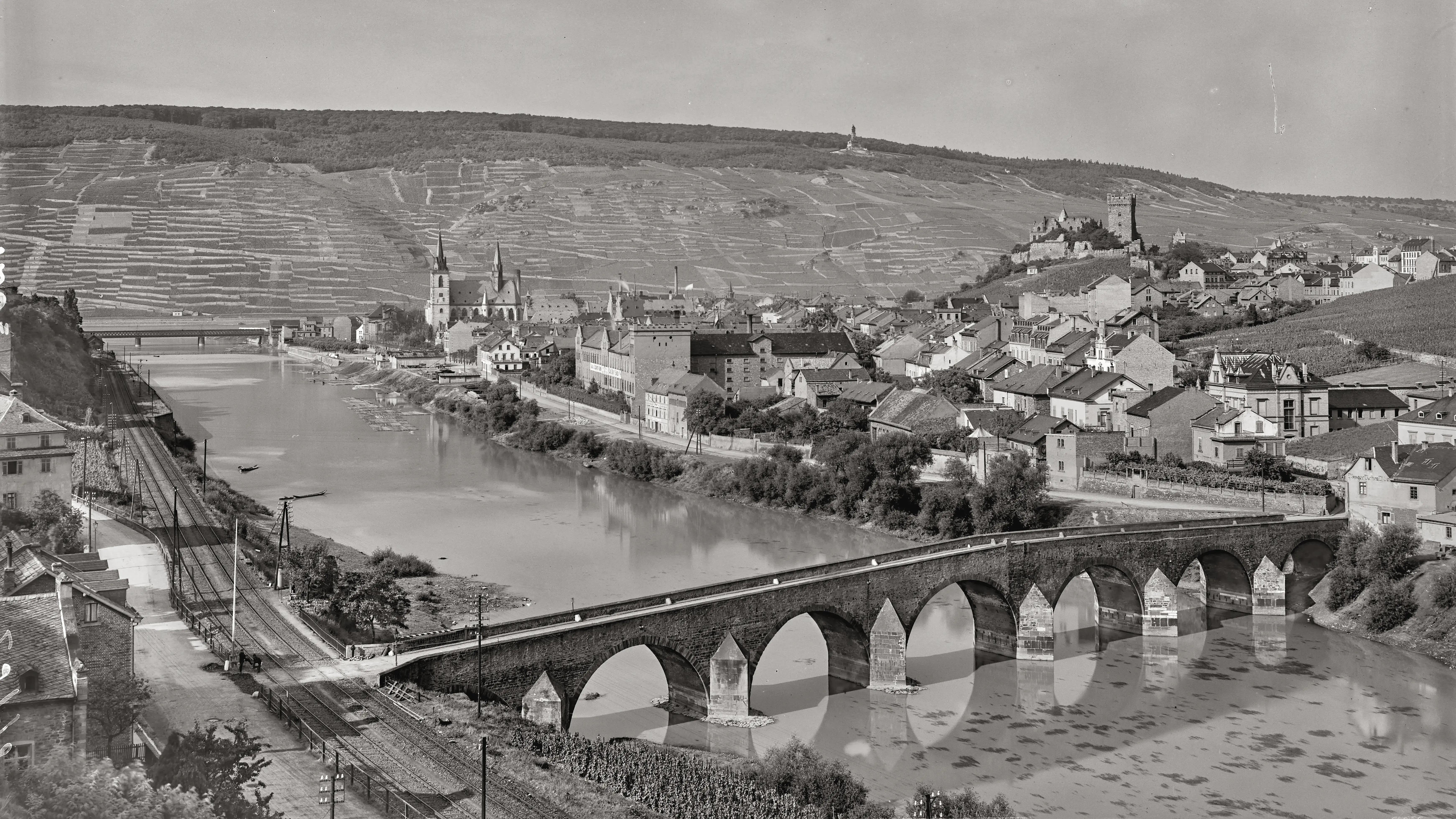
An der Drususbrücke 1910

Zunächst entstand der Streckenabschnitt Neunkirchen–Saarbrücken als Fortsetzung der 1849 vollendeten Pfälzischen Ludwigsbahn Ludwigshafen–Bexbach, die bereits 1850 bis nach Neunkirchen durchgebunden wurde. Die Magistrale sollte in erster Linie der Beförderung von Kohle aus der Saargegend an den Rhein dienen. Wurde anfangs von pfälzischer Seite noch in Erwägung gezogen, das damals noch bayerische St. Ingbert als westlichen Endpunkt festzulegen, so wurde dies auf Druck Preußens fallen gelassen, das eine langfristig angestrebte Durchbindung bis nach Saarbrücken nur über das eigene Territorium führen wollte. Deshalb wurde Bexbach anvisiert, von wo aus später die Verlängerung über Neunkirchen und das Sulzbachtal erfolgen konnte. Zudem wollte Preußen die Kohlegruben im Holzhauertal und in Landsweiler-Reden an das Eisenbahnnetz angebunden sehen.
Auf diese Weise baute die Direktion der „Königlich-Saarbrücker-Eisenbahn“ den damals auch als Teil der Forbacher Bahn betrachteten Streckenteil von Bexbach über Neunkirchen, Saarbrücken bis ins französische Forbach. Zwischen Neunkirchen und Saarbrücken wurde der Verkehr 1852 schließlich aufgenommen.

### Entstehung des Abschnitts Bingerbrück–Neunkirchen
1856 wurde für den Bau der Nahestrecke durch Privatkapital die Rhein-Nahe Eisenbahn-Gesellschaft (RNE) gegründet. Sie sollte das Nahetal und seine Umgebung durch den Anschluss in Bingerbrück an die linke Rheinstrecke der Rheinischen Eisenbahn-Gesellschaft (RhE) und die Hessische Ludwigsbahn wirtschaftlich erschließen und durch die Verbindung mit dem Saarrevier den Mittelrhein für die Saarkohle öffnen. Die Finanzierung konnte nur durch eine staatliche Zinsgarantie in Höhe von vier Prozent sichergestellt werden. Dafür übernahm der preußische Staat mit Vertrag vom 18. Juni 1856 den Bau und Betrieb und erteilte der privaten Bahn am 4. September 1856 die Konzession. Die Streckenführung sollte sich gemäß preußischem Willen strikt am Verlauf der namensgebenden Nahe orientieren.
An zwei Stellen musste dabei jedoch das Territorium zweier Länder durchquert werden: die Herrschaft Meisenheim, welche damals zur Landgrafschaft Hessen-Homburg gehörte, sowie das zum Großherzogtum Oldenburg gehörende Fürstentum Birkenfeld. Vor allem mit dem Land Oldenburg stritt sich Preußen um die Linienführung. Während Oldenburg gern den Umweg über die Stadt Birkenfeld gesehen hätte, bestand die preußische Seite auf eine Streckenführung im Nahetal. Parallel dazu erwog eine Initiative aus der benachbarten Pfalz eine weitere Variante, bei der die geplante Strecke bei Staudernheim das Nahetal verlassen und bis Altenglan dem Glan folgend über Kusel entweder via St. Wendel oder durch das Ostertal verlaufen wäre. Aus taktisch-verkehrspolitischen Gründen verhielt sich Preußen gegenüber diesen Bestrebungen zunächst aufgeschlossen, was dazu führte, dass Oldenburg nachgab und die Trassierung entlang der Nahe auch innerhalb seines Territoriums akzeptierte. Nachdem die Bahnlinie vertraglich gesichert war, konnte 1857 mit dem Bau der 120 Kilometer langen eingleisigen Strecke begonnen werden.

### Streckenbau

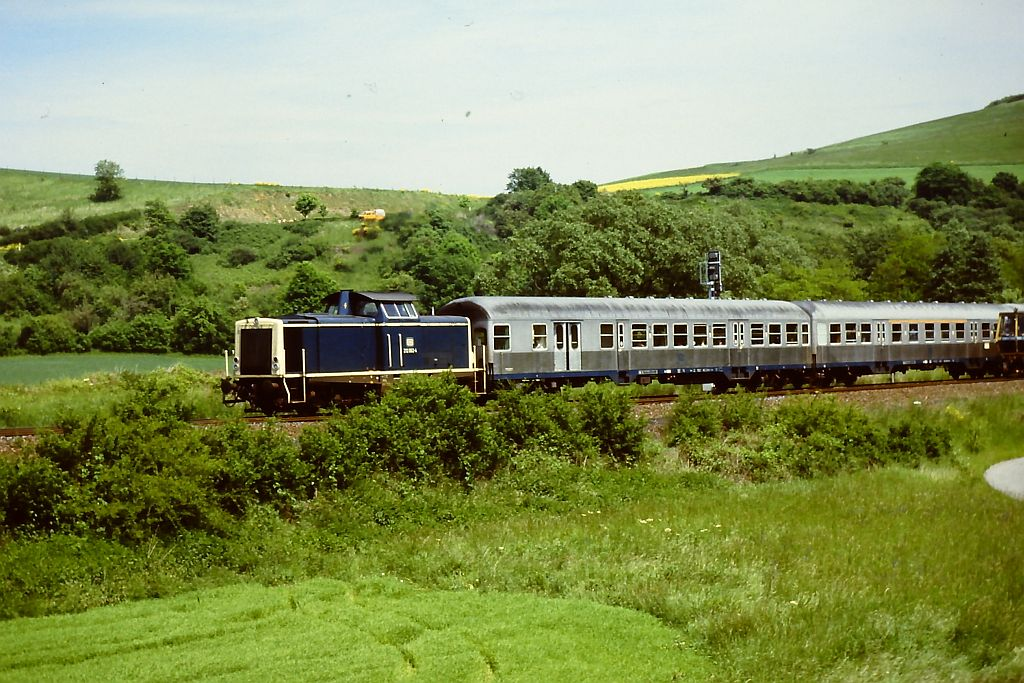
Nahverkehrszug der DB mit Diesellok BR 212 062-4 bei Staudernheim, Nahetalbahn, 1986

Die erste Teilstrecke mit 16 Kilometer Länge von Bingerbrück (heute: Bingen Hbf) nach Kreuznach ging am 15. Juli 1858 in Betrieb. Es folgten die Abschnitte bis Oberstein am 15. Dezember 1859 und über Birkenfeld (heute: Neubrücke) und St. Wendel bis Neunkirchen (Saar) am 26. Mai 1860 mit 52 bzw. 53 Kilometer Länge. In Neunkirchen bestand Anschluss an die Königlich-Saarbrücker-Eisenbahn. Am 16. November 1852 waren 21,2 Kilometer nach Saarbrücken schon gebaut worden. In der Zeitschrift für Bauwesen, Jahrgang 1861, findet sich eine alles umfassende Berichterstattung betreffend „Der Bau des Tunnels bei Wiebelskirchen“ (siehe Weblinks).
Noch während des Baus übernahm die Königliche Eisenbahndirektion zu Saarbrücken Verwaltung und Betrieb der Bahn. Die Bahnstrecke wurde zur regionalen Lebensader und förderte die Industrialisierung in diesem durch hohe Arbeitslosigkeit, Landflucht und Auswanderung gekennzeichneten Agrarraum im oberen Bliestal und im Nahetal.
Am Rhein in Bingerbrück erhielt die Strecke am 17. Oktober 1859 Anschluss an die Hessische Ludwigsbahn nach Mainz und am 15. Dezember 1859 rheinabwärts an die linke Rheinstrecke der Rheinischen Eisenbahn-Gesellschaft (RhE). Anfang November 1861 folgte der Schritt über den Rhein nach Rüdesheim mit dem Trajekt Bingerbrück–Rüdesheim. Dort endete seit 1856 die Bahnstrecke der Wiesbadener Eisenbahngesellschaft, die im selben Jahr durch Verstaatlichung zur Nassauischen Staatsbahn umfirmierte.

### Weitere Entwicklung
Die insgesamt 121 Kilometer lange Strecke der Rhein-Nahe Eisenbahn-Gesellschaft bezeichnet Arthur von Mayer als „die theuerste Bahn Deutschlands, was sich aus den unendlich schwierigen Bauarbeiten erklärt“, die eine große Anzahl von Tunnels, Brücken, Dämmen und Einschnitten umfassten. Es hatten sich dadurch Baukosten von über einer Million Taler pro Meile ergeben, damals eine Rekordsumme. Das sich daraus ergebende finanzielle Desaster sollte Albert Maybach ordnen, der unter anderem dafür im das die Eisenbahnaufsicht führenden Preußischen Handelsministerium zuständig war.
Zunächst bestand ein enges Konkurrenzverhältnis zur Pfälzischen Ludwigsbahn, da beide Strecken vorrangig dem Transport der Saarkohle dienten. Darüber hinaus war Preußen bemüht, die Verkehrsströme der nordwestlichen Pfalz zur Nahe hin zu beeinflussen. Auf diese Weise entstand beispielsweise der Bahnhof Heimbach, von dem aus eine Straße in die pfälzische Stadt Kusel errichtet wurde. Die Rhein-Nahe Eisenbahn-Gesellschaft wies ausdrücklich darauf hin, dass dieser Bahnhof eigens dieser Stadt diene. Seine Bedeutung büßte der Bahnhof jedoch bereits im Jahr 1868 ein, als die von der Ludwigsbahn abzweigende Bahnstrecke Landstuhl–Kusel eröffnet wurde.
Die Einnahmen der Gesellschaft blieben nach der Betriebsaufnahme hinter den Erwartungen weit zurück. Da auch der Personenverkehr, der lediglich zu den Kurorten Kreuznach und Münster am Stein lebhaft war, nicht die Erwartungen der Erbauer erfüllte, konnten weder Dividenden noch die Schuldzinsen erwirtschaftet werden. Daher musste der Preußische Staat wegen seiner Zinsgarantie alljährlich einspringen. Der Versuch des Staates, nach dem Krieg von 1866 die Bahn an die RhE zu verkaufen, scheiterte aus diesen Gründen. Wegen der großen militärischen Bedeutung der Strecke erwarb der Preußische Staat die Bahn schließlich doch mit Wirkung vom 1. April 1881. Die RNE wurde aufgelöst. Ab 1. Juli 1883 gehörte sie zur Königlichen Eisenbahndirektion Köln, linksrheinisch.
Aus strategischen Gründen entstand 1902 von Gau Algesheim aus eine Strecke nach Kreuznach für die ein neuer Bahnhof errichtet werden musste. Fortan diente der alte Kreuznacher Bahnhof nur noch als Güterbahnhof.
Der Bahnhof Birkenfeld im Nahetal lag fünf Kilometer von der Hauptstadt des Fürstentums Birkenfeld entfernt. Daher baute die RNE auf Kosten der Stadt Birkenfeld eine Eisenbahn von der in Neubrücke umbenannten Station zur Stadt und übernahm auch die Betriebsführung der Birkenfelder Eisenbahn, die am 15. Oktober 1880 eröffnet wurde. Am 27. und 28. März 1901 ging in zwei Teilstücken der elektrische Streckenblock zwischen Bad Münster und Kirn in Betrieb.
Am 10. Februar 1914 wurden „mit Eintritt der Dunkelheit“ zwischen Bingerbrück (heute: Bingen Hauptbahnhof) und Bad Münster am Stein neue „Doppellichtvorsignale“ in Betrieb genommen, die dem heute noch gebräuchlichen Modell des Formsignals entsprachen.
Als wichtige Bahnstrecke zur französischen Grenze hin folgte schon bald der zweigleisige Ausbau. Auch der Anschluss an die von 1913 bis 1915 erbaute und 1945 zerstörte Hindenburgbrücke zwischen Rüdesheim am Rhein und Bingen-Kempten geschah aus strategischen Gesichtspunkten. Er verband die Nahetalbahn durch einen Abzweig bei Münster-Sarmsheim mit der rechten Rheinstrecke.
Im Streckenabschnitt zwischen den Bahnhöfen Bad Kreuznach und Bad Münster am Stein waren seit dem 29. September 1957 alle drei Gleise für den Verkehr in beiden Richtungen freigegeben. Schon 1963 wurde wieder auf zweigleisigen Betrieb umgestellt.
Um 1967 wurde die Telegrafen-Freileitung entlang der Strecke abschnittsweise durch Fernmeldekabel ersetzt.

### Verbindung über den Rhein
Von Laubenheim führte eine Strecke auf die Hindenburgbrücke, die dreißig Jahre lang (1915–1945) den Verkehr über den Rhein nach Rüdesheim bzw. Geisenheim führte. Die alten Bahndämme sind zum Teil noch zu erkennen.

### Tunnelneubau
Der alte Bildstock-Tunnel (481 m) wurde aufgegeben, da unter ihm ein Sicherheitspfeiler an Kohlen stand, den die damaligen Saargruben (später: Saarbergwerke AG; heute: DSK) abbauen wollten. Im Jahr 1955 erfolgte daher der Bau des neuen Bildstock-Tunnels (341 Meter), der in einem 600-Meter-Radius um den ehemaligen Tunnel herumführt.

### Streckenausbau
Die Strecke Türkismühle (Strecken-Kilometer 89,0) – Saarbrücken Hauptbahnhof wurde 1969 durchgehend elektrifiziert, die Strecke Saarbrücken–Neunkirchen über Fischbach-Camphausen (Fischbachtalbahn) wird bereits seit 1965 elektrisch betrieben.
Wegen abschnittsweiser Tunnelsanierungsarbeiten mit Vergrößerung des Tunnelinnenradius von vier auf fünf Meter in den Jahren 2007 bis 2013 erfolgte der Betrieb zwischen Neubrücke und Idar-Oberstein jeweils für mehrere Monate im Baustellenbereich eingleisig.
Im Sommer 2012 war der Streckenabschnitt zwischen Neunkirchen und Saarbrücken wegen Gleiserneuerung und Ausbesserungsarbeiten am Bildstocktunnel gesperrt. Regional-Express- und Güterzüge wurden über die Fischbachtalbahn umgeleitet, der restliche Personenverkehr wurde für die Zeit der Arbeiten durch Busse ersetzt.
Der Abschnitt zwischen Türkismühle und Neubrücke (Nahe) wurde im Sommer 2014 elektrifiziert und dazu sechs Wochen lang gesperrt.
Bis zum 11. Dezember 2016 war die Nahetalbahn Neigetechnikstrecke.
Die DB Netz will den Homericher und den Enzweiler Tunnel sanieren und an die heutigen Standards anpassen. In den 392 bzw. 465 Meter langen Tunnelröhren wird der Gleisabstand von 3,5 Meter auf vier Meter vergrößert. Nach Abschluss der Arbeiten ist der Homericher Tunnel 394 Meter, der Enzweiler Tunnel 476 Meter lang. Neben einer Geschwindigkeitserhöhung auf bis zu 160 km/h werden zudem Vorkehrungen für eine spätere Elektrifizierung des Streckenabschnitts getroffen. Gemäß den Richtlinien des Eisenbahn-Bundesamtes werden Rettungswege sowie deren Zuwegungen gebaut. Eine neue Innenschale aus Stahlbeton wird mit der „Tunnel-im-Tunnel-Methode“ mit einem sogenannten Tunnelvortriebsportal eingebaut und soll Nassstellen innerhalb der Tunnel verhindern. Während der Zugverkehr auf einem Gleis in Tunnelmitte weiterhin rollt, finden um die Einhausung herum die Arbeiten zur Aufweitung statt. Notwendige Sprengungen werden in Zugpausen durchgeführt.

### Unfälle
Am 16. Januar 1918 unterspülte die Nahe bei einem Unwetter den Bahndamm zwischen Kirn und Hochstetten (Nahe), der abrutschte. Der Urlauberzug 243 entgleiste, dessen Lokomotive, der Packwagen und drei Personenwagen stürzten in den Fluss. 38 Menschen starben, 25 weitere wurden verletzt.
Am 25. Oktober 1966 ereignete sich kurz vor dem heute nicht mehr existierenden Haltepunkt Nahbollenbach ein Eisenbahnunfall. Nachdem ein in Richtung Idar-Oberstein fahrender Personenzug kurz vor dem Bahnhof Nahbollenbach auf freier Strecke angehalten hatte, stiegen zwei Frauen und drei Kinder aus dem Zug, weil sie glaubten, den Bahnsteig schon erreicht zu haben. Dabei wurden sie von einem entgegenkommenden, in Richtung Kirn fahrenden Zug erfasst und getötet.
Am 12. September 2015 wurde um 6:05 Uhr auf dem Bahnübergang in Monzingen ein Pkw vom durchfahrenden Regionalexpress erfasst. Die fünf Insassen des Pkw starben.
Am 15. Oktober 2024 entgleiste ein Regionalexpress in Richtung Frankfurt bei Namborn, da ein Fels auf die Gleise stürzte.

## Wissenswertes
Die Nahetalbahn bildet eine der Hauptachsen des Schienenpersonennahverkehrs in Rheinland-Pfalz und im Saarland. Bei der letzten grundlegenden Oberbauerneuerung 2004/2005 wurden, um die Zulassung zur Befahrung durch Neigezüge zu erhalten, schwerere Schienen (Profil UIC 60) auf Betonschwellen eingebaut.
Im Saarland wurden alle Stationen mit elektronischen Fahrtzielanzeigern ausgestattet.
Zeitweise war der Ausbau der Strecke für den Nordast der Hochgeschwindigkeitsverbindung Paris–Ostfrankreich–Südwestdeutschland im Gespräch. Später wurde entschieden, diese doch über die Pfälzische Ludwigsbahn zu führen, da die Kosten für die notwendige Elektrifizierung auf der tunnelreichen Nahetalstrecke zu hoch gewesen wären.

### Rheinland-Pfalz-Takt 2015

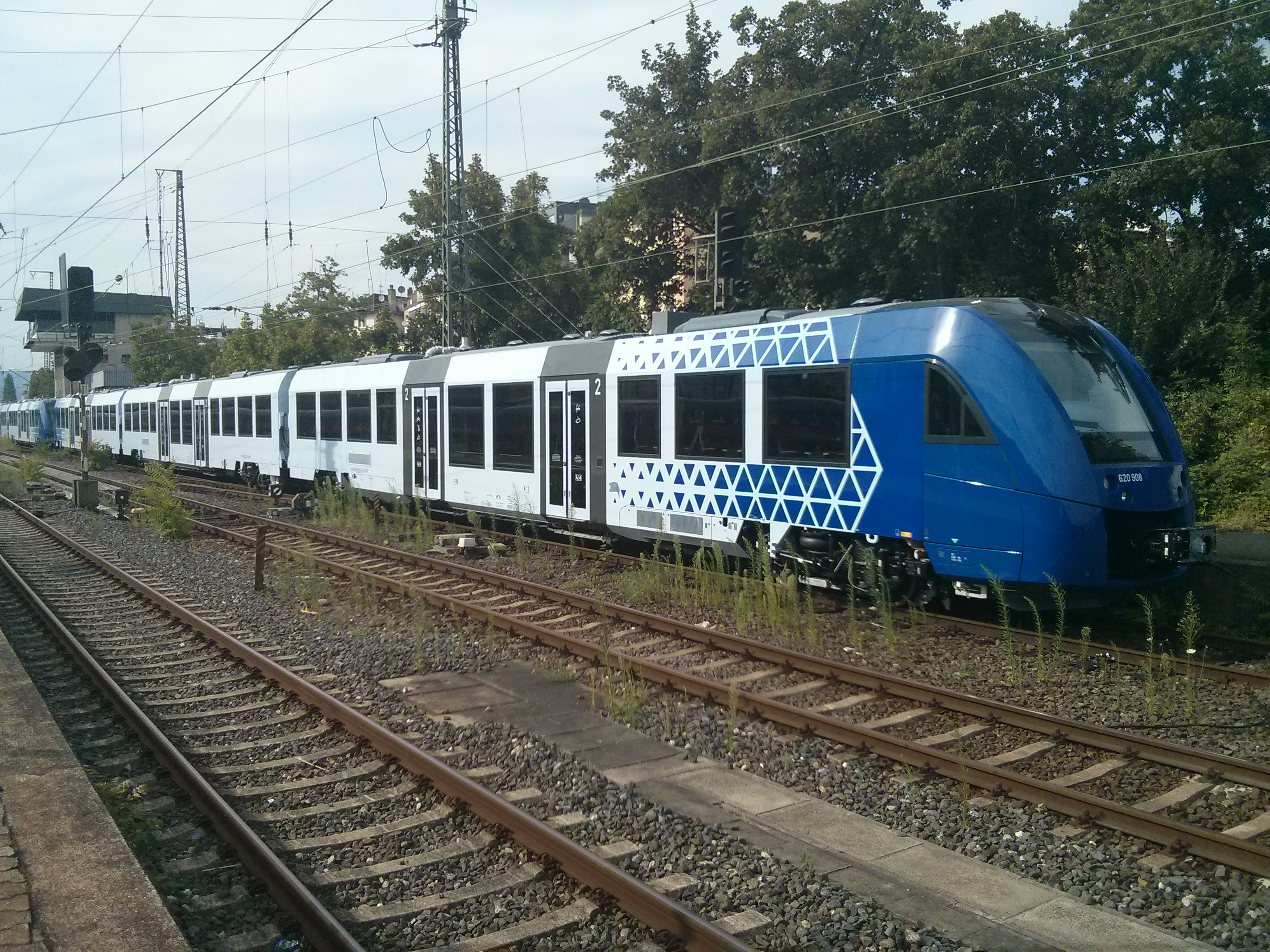
Triebwagen Typ LINT 81 der vlexx GmbH am Hbf Mainz

Mit dem Mitte 2008 vorgestellten Konzept Rheinland-Pfalz-Takt 2015 hat sich die Anbindung der Nahetalbahn weiter verbessert. Durch Elektrifizierung von Türkismühle bis Neubrücke (Nahe) wurde die Regionalbahn Saarbrücken–Türkismühle bis Neubrücke verlängert. Bereits zum Fahrplanwechsel 2014/2015 wurde diese Maßnahme umgesetzt. Der Fahrplan umfasste deswegen eine Streckensperrung zwischen St. Wendel und Neubrücke (Nahe) vom 28. Juli 2014 bis zum 4. September 2014. Es verkehrten Busse als Schienenersatzverkehr.
Außerdem wird der Regionalbahn-Halt Hoppstädten (Nahe) aufgrund fehlender Bedeutung nur noch von einem Bus bedient, der Reisende nach Neubrücke bringt.
Heimbach, Nohen und Kronweiler wurden über die wiedereröffnete Strecke von Baumholder weiter nach Idar-Oberstein bzw. Kirn an das RB-Netz angeschlossen, wodurch die neun Kilometer lange Nebenbahn von Heimbach nach Baumholder für den Personenverkehr reaktiviert wurde. Auch die zusätzlichen Halte in Heimbach (Ort) und Ruschberg werden wieder bedient. Infrastrukturbetreiber der abzweigenden Strecke ist die RP Eisenbahn.
Zwischen Idar-Oberstein und Kirn verkehren nun drei Züge pro Stunde. Neben der Regionalbahn Baumholder–Kirn, die für Reisende auf dieser Distanz einen Anschluss in Kirn an den schnellen Nahe-Express von Saarbrücken nach Mainz/Frankfurt darstellt, verkehrt auch eine durchgehende Regionalbahn von Idar-Oberstein nach Mainz Hauptbahnhof. Diese soll täglich im Stundentakt verkehren und in den werktäglichen Hauptverkehrszeiten in Neubrücke (Nahe) beginnen.
Neue Haltepunkte an der Nahestrecke sind Baumholder, Heimbach Ort und Ruschberg.
Eine Reaktivierung der Hunsrückquerbahn von Langenlonsheim zum Flughafen Frankfurt-Hahn wird seit Jahren diskutiert, eine Umsetzung verzögerte sich aber immer weiter. Laut Medienberichten gab es sogar Überlegungen, das Vorhaben ganz zu streichen. Dem entgegen kündigte der damalige Infrastrukturminister Roger Lewentz im Jahr 2011 an, das Planungsverfahren fortzuführen. Längerfristig war ursprünglich auch eine Querverbindung zwischen Langenlonsheim und Gensingen für die Expresszüge vom Flughafen Hahn nach Frankfurt geplant, jedoch wurde diese mittlerweile verworfen. Im Koalitionsvertrag der neuen Landesregierung, die sich nach der Landtagswahl 2021 gebildet hat, ist die Reaktivierung weiterhin enthalten. Die damalige Mobilitätsministerin Anne Spiegel (Grüne) stellte im Sommer 2021 im Landtagsausschuss für Klima, Energie und Mobilität den Vorschlag vor, die Reaktivierung unter Berücksichtigung der angenommenen Nachfrage abschnittsweise entlang einer „regionalen Erschließungsachse“ zu realisieren. Das Planungsfeststellungsverfahren solle nunmehr abgeschlossen werden, unter der Prämisse der Klimaneutralität müsse eine elektrische Antriebsform zum Einsatz kommen.

## Streckenbeschreibung

### Verlauf
Zwischen Bad Kreuznach und Türkismühle führt die Strecke überwiegend an der Nordseite, d. h. in Flussrichtung links entlang der Nahe. Zweimal auf dem nur vier Kilometer langen Abschnitt zwischen Bad Kreuznach und Bad Münster am Stein sowie elf Mal ab Idar-Oberstein wird der Fluss im enger werdenden Tal gekreuzt. Im Abschnitt St. Wendel – Neunkirchen (Saar) Hauptbahnhof führt die Strecke entlang der Blies.
Die Nahetalbahn verläuft weitestgehend parallel zur Bundesstraße 41, die sie entlang ihrer Trasse mehrfach quert. Die erste Querung findet nördlich von Bad Kreuznach statt. Ab Bad Sobernheim führen Bahnstrecke und Straße parallel durch das Tal der Nahe, welches die Straße in Idar-Oberstein im Stadtteil Enzweiler wieder verlässt. Ein zweiter, wesentlich kürzerer paralleler Abschnitt existiert zwischen Neubrücke und Nohfelden.
Südlich von Namborn kreuzt die Bundesstraße die Bahnstrecke ein weiteres Mal. Beide folgen dann zwischen St. Wendel und Ottweiler wiederum parallel dem Lauf der Blies. Westlich von Neunkirchen kreuzt die Straße ein letztes Mal die Bahnstrecke. Bis Saarbrücken wurde die Bundesstraße durch die Bundesautobahn 8 bzw. Bundesautobahn 623 ersetzt, welche die Bahnstrecke jeweils einmal kreuzen.

### Betriebsstellen

#### Bingen (Rhein) Hauptbahnhof

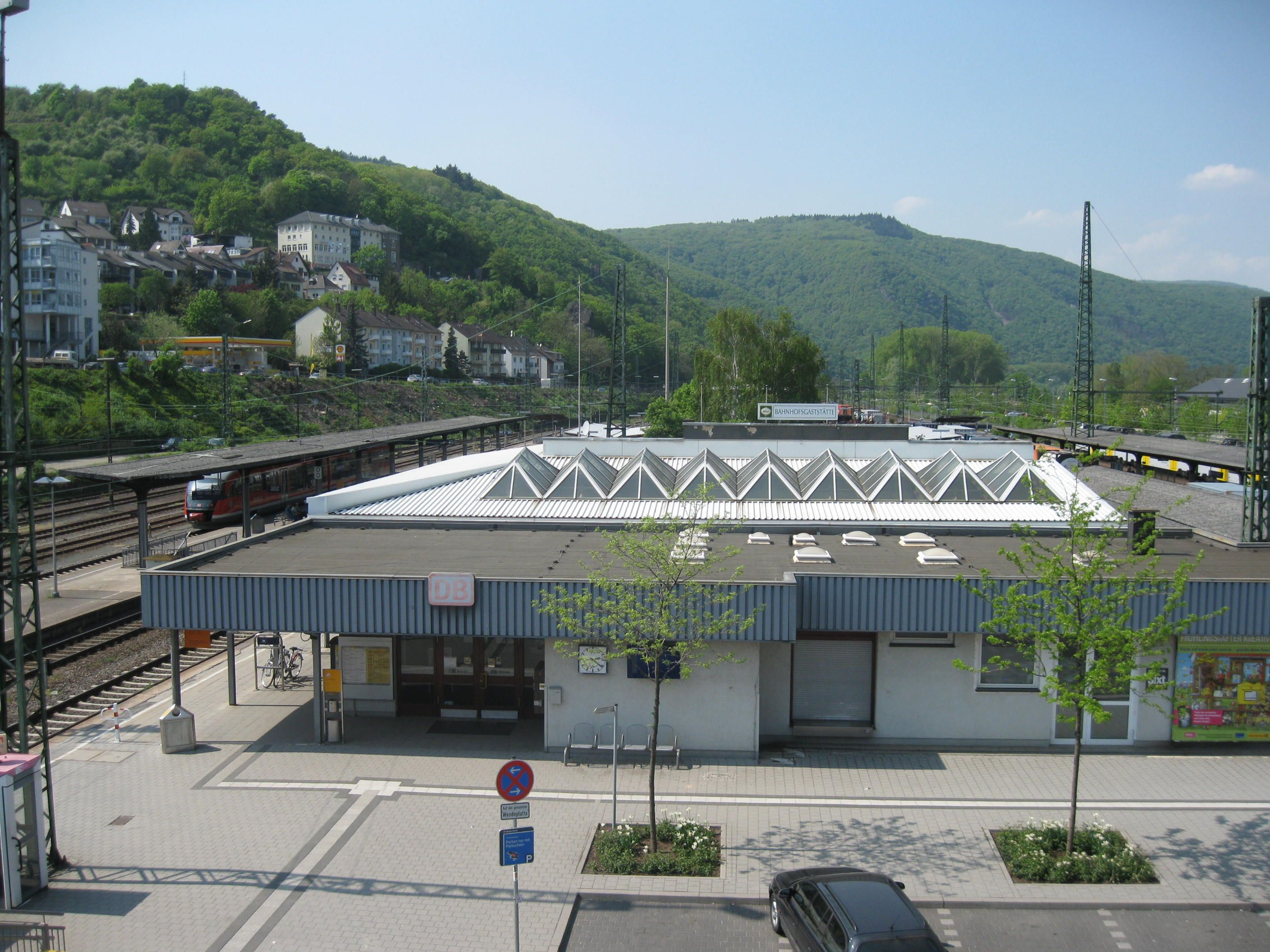
Bingen (Rhein) Hbf

Der Bahnhof Bingen (Rhein) Hbf befindet sich im Stadtteil Bingerbrück, das bis 1969 eine eigenständige Gemeinde war. Aus diesem Grund trug er den entsprechenden Namen. Da er seit der Eingemeindung nach Bingen am Rhein der wichtigste Bahnhof der Stadt ist, erhielt er 1993 seinen jetzigen Namen.

#### Münster-Sarmsheim
Der Haltepunkt Münster-Sarmsheim befindet sich am nordöstlichen Ortsrand von Münster-Sarmsheim. Er wurde erst nachträglich unter der Bezeichnung Münster b. Bingen zum 1. November 1902 eröffnet und bereits 1903 in Münster b. Bingerbrück umbenannt. 1928 erfolgte dann die Umbenennung in Münster-Sarnsheim.

#### Langenlonsheim
Der Bahnhof Langenlonsheim befindet sich im Norden von Langenlonsheim. Von 1889 bis 1984 zweigte hier die über Simmern nach Hermeskeil führende Hunsrückquerbahn ab, welche heute nur noch bis Stromberg (Hunsrück) im Güterverkehr bedient wird.

#### Bretzenheim (Nahe)
Der Haltepunkt Bretzenheim (Nahe) befindet sich am südlichen Ortsrand von Bretzenheim. Bis 1913 lag er 500 m weiter nördlich. Zum 1. Mai 1913 wurde der neue Haltepunkt – mit Empfangsgebäude – in Betrieb genommen. 1950 erhielt er ein Ladegleis.

#### Bad Kreuznach Güterbahnhof
Zum Zeitpunkt der Eröffnung der Nahestrecke 1858 war dies der vorläufige Endbahnhof und ein Personenbahnhof. Er trug die Bezeichnung Kreuznach Stadtbahnhof. Mit ihrer Verlängerung nach Oberstein wurde er zum Durchgangsbahnhof. Nach der Errichtung des Bahnhofs Bad Kreuznach verlor er den Personenverkehr, blieb jedoch als Güterbahnhof bestehen. Zwischenzeitlich bestand dort Anschluss zu den Kreuznacher Kleinbahnen.

#### Bad Kreuznach
Der Bahnhof Bad Kreuznach befindet sich zentral innerhalb der Stadtmitte von Bad Kreuznach.

#### Kreuznach Bad
Kreuznach Bad war der zweite Bahnhof in Bad Kreuznach. Er wurde am 1. Juni 1864 eröffnet, um den südlichen Teil der Stadt mit dem Kurgebiet besser zu erschließen. Der Bahnhof befand sich allerdings in ungünstiger Lage, da es dort kaum Ausdehnungsmöglichkeiten für die Stadt gab. Dies schien aber erforderlich, um den steigenden Kurgastzahlen gerecht zu werden. So wurde er 1905 aufgegeben, als der Bahnhof Bad Kreuznach vollständig ausgebaut war.

#### Bad Münster am Stein

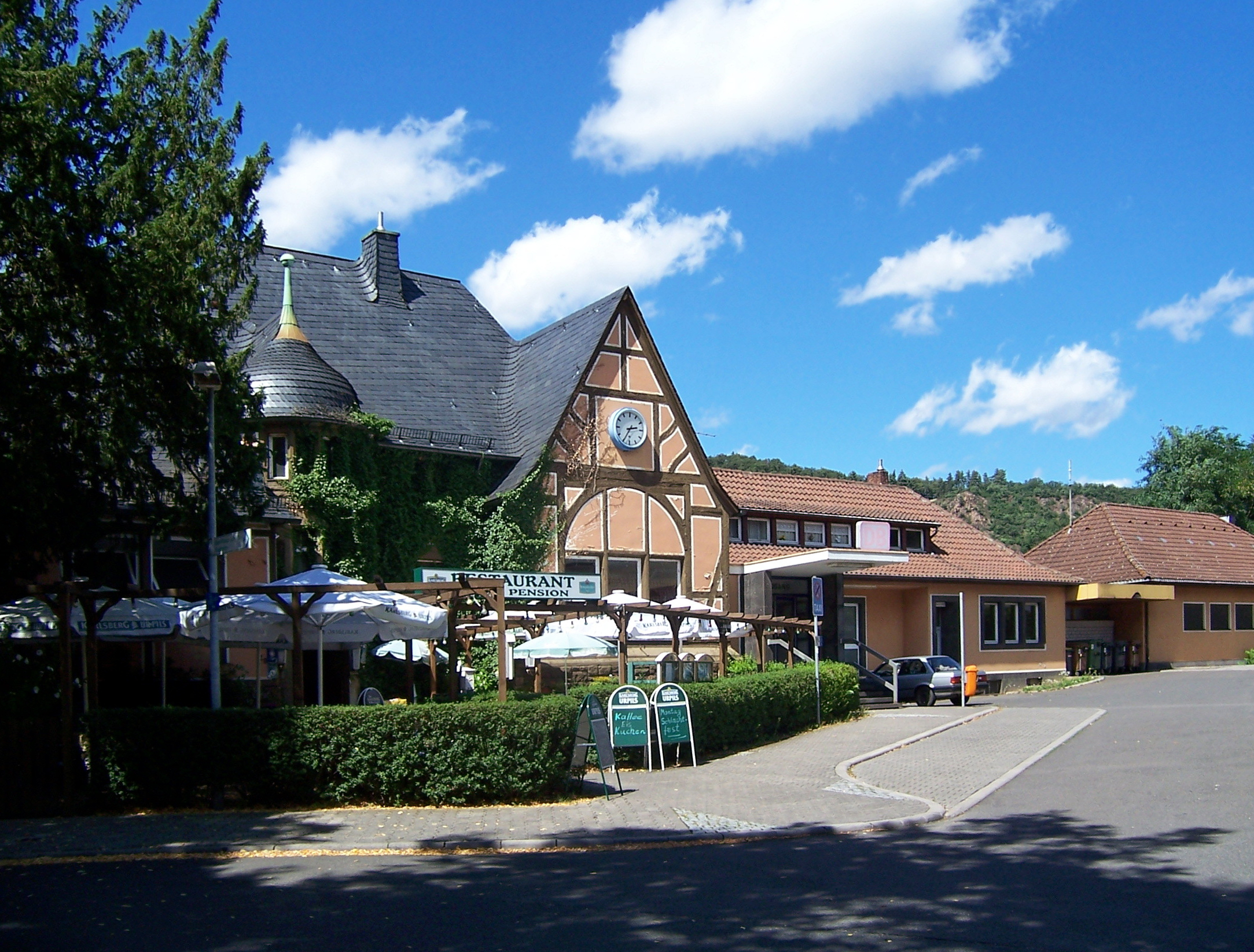
Der Bahnhof Bad Münster am Stein

Der Bahnhof Bad Münster am Stein war mit der Eröffnung des Abschnittes Kreuznach–Oberstein zunächst Durchgangsbahnhof. Mit der durchgehenden Eröffnung der Alsenztalbahn im Jahr 1871 wurde er zum Trennungsbahnhof. 1904 kam die aus strategischen Gründen erbaute Glantalbahn hinzu. Dadurch war er Knotenpunkt dreier zweigleisiger Strecken. Aufgrund seiner Bedeutung als strategischer Eisenbahnknotenpunkt wurde er im Zweiten Weltkrieg bombardiert.
Bei seinem Empfangsgebäude handelt es sich um ein denkmalgeschütztes Jugendstilgebäude, das teilweise Fachwerk enthält. Es wurde um 1910 im Zuge des strategischen Bahnbaus fertig gestellt. Hinsichtlich seiner Architektur wurde bewusst der Tatsache, dass Bad Münster ein Kurort ist, Rechnung getragen. Bereits 1961 wurde der Glantalbahn-Abschnitt Odernheim-Bad Münster stillgelegt, lediglich der in diesem Bereich abzweigende Gleisanschluss zum Kraftwerk Niederhausen wurde noch bis 1992 bedient. Bereits Ende der 1980er Jahre war der Bahnhof als Gütertarifpunkt geschlossen worden.

#### Norheim

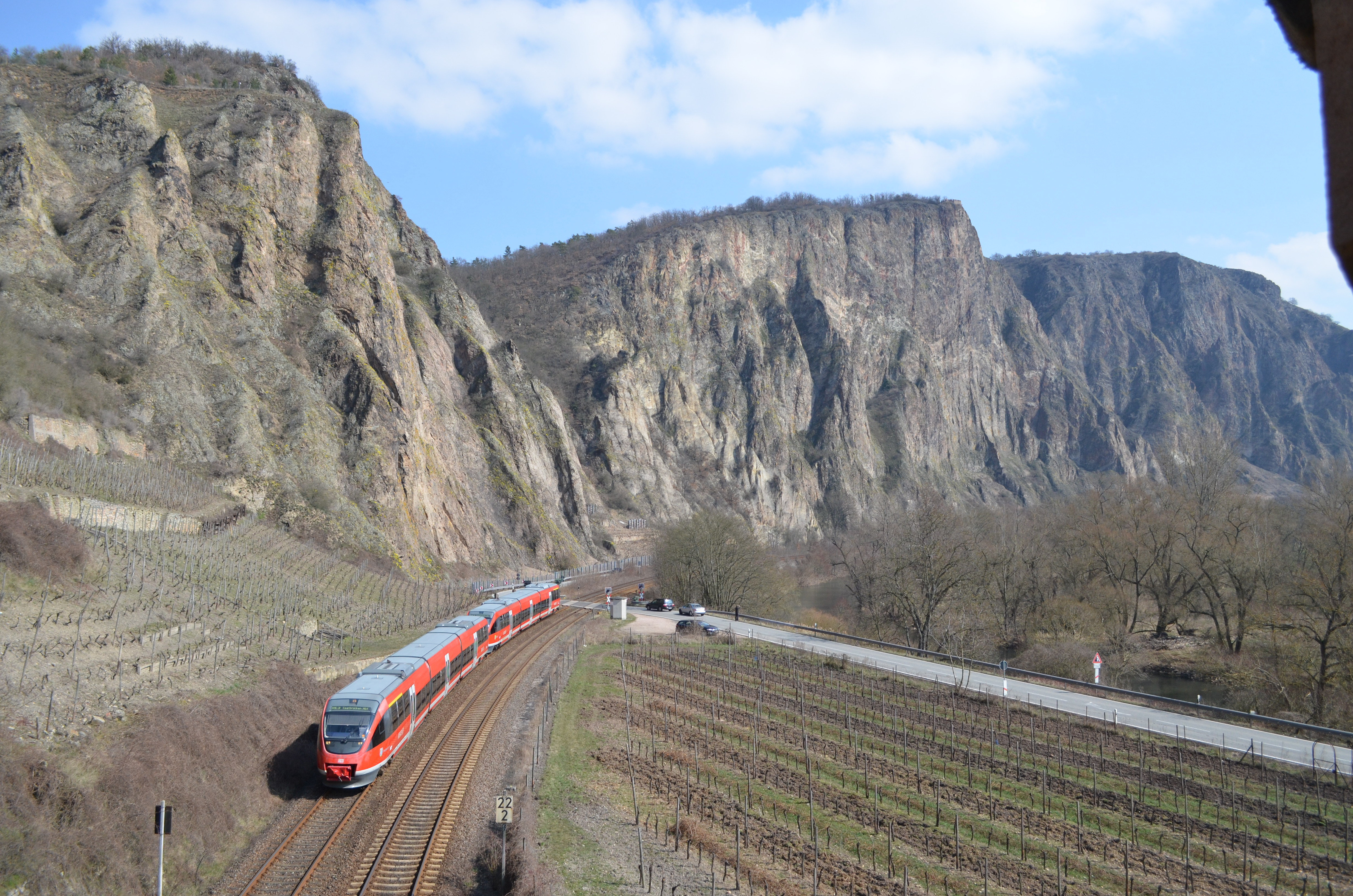
In den letzten Betriebsjahren von DB Regio auf der Nahetalbahn verkehrte wochentags ein Zugpaar des RE 3 mit der Baureihe 643. Hier fährt der Zug entlang des Rotenfels und durchfährt in Kürze den Haltepunkt Norheim.

Der Haltepunkt Norheim befindet sich im Zentrum der Ortsgemeinde Norheim.

#### Staudernheim
Der Bahnhof Staudernheim war mit der Eröffnung des Abschnittes Kreuznach–Oberstein zunächst Durchgangsbahnhof. Zudem war er die einzige Betriebsstelle von Hessen-Homburg. Nach der Durchbindung der unteren Glantalbahn bis zum Bahnhof Staudernheim im Jahr 1897 wurde dieser erweitert. Mit Eröffnung der strategischen Strecke nach Bad Münster war das Teilstück zwischen Odernheim und Staudernheim vorübergehend im Wesentlichen eine Verbindungskurve, nach Stilllegung des Abschnittes Odernheim–Bad Münster im Jahr 1961 gewann es wieder an Bedeutung.

#### Bad Sobernheim

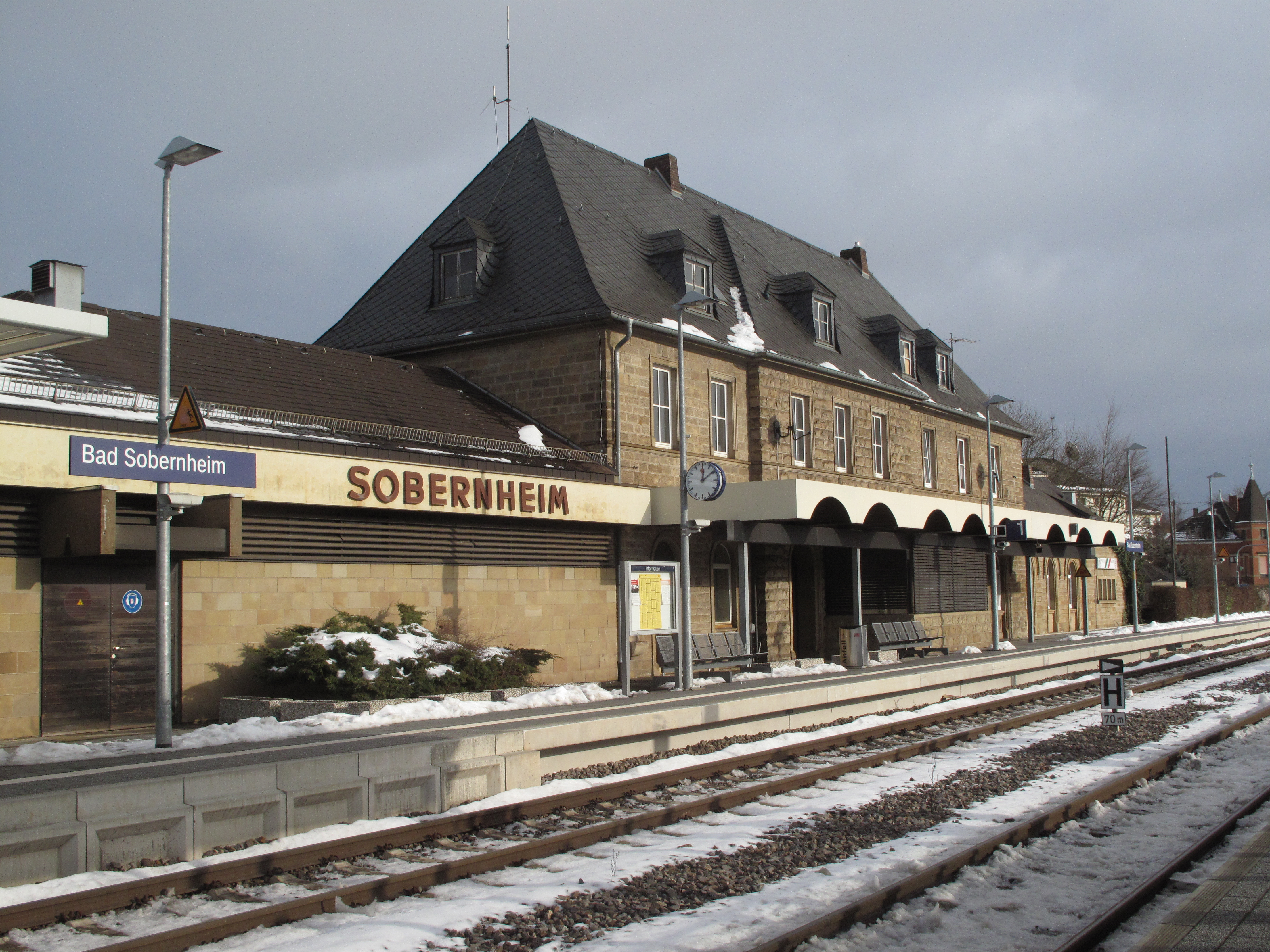
Bahnhof Bad Sobernheim

Der Bahnhof Bad Sobernheim befindet sich im Süden der Stadt Bad Sobernheim unweit von deren Zentrum. Bis 1995 hieß er Sobernheim, erst als die Stadt das Prädikat Bad erhielt, bekam er seinen heutigen Namen.

#### Monzingen
Der Haltepunkt Monzingen befindet sich am südlichen Ortsrand von Monzingen.

#### Martinstein
Der Haltepunkt Martinstein befindet sich am südlichen Ortsrand von Martinstein.

#### Hochstetten (Nahe)
Der Haltepunkt Hochstetten (Nahe) befindet sich am südöstlichen Rand von Hochstetten.

#### Kirn
Der Bahnhof Kirn befindet sich am südlichen Stadtrand von Kirn.

#### Kirnsulzbach
Der Haltepunkt Kirnsulzbach befindet sich im Süden von Kirn-Sulzbach.

#### Fischbach-Weierbach
Der Bahnhof Fischbach-Weierbach befindet sich zwischen den Orten Fischbach und Weierbach.

#### Idar-Oberstein

Ansicht des Bahnhofs von Oberstein um 1910

Zunächst hieß der Bahnhof Idar-Oberstein nur Oberstein. Er wurde im Dezember 1859 als Endbahnhof des von Kreuznach kommenden Abschnittes in Betrieb genommen. Bereits ein halbes Jahr später wurde er mit der Durchbindung bis Neunkirchen zum Durchgangsbahnhof. Er befindet sich im Süden der Stadt Idar-Oberstein.

#### Kronweiler
Der Bahnhof Kronweiler befindet sich zentral innerhalb von Kronweiler.

#### Nohen
Der Haltepunkt Nohen befindet sich zentral innerhalb von Nohen.

#### Heimbach (Nahe)
Der Bahnhof Heimbach (Nahe) befindet sich rund drei Kilometer nordwestlich der Ortsgemeinde Heimbach, die trotz ihres Namens außerhalb des Nahetals liegt. Er ist bereits Teil der Gemarkung von Hoppstädten-Weiersbach. Von ihm zweigt die seit dem Fahrplanwechsel am 14. Dezember 2014 reaktivierte Bahnstrecke nach Baumholder ab.

#### Hoppstädten (Nahe)
Der Haltepunkt Hoppstädten (Nahe) befindet sich im Osten von Hoppstädten. Seit dem Fahrplanwechsel am 14. Dezember 2014 halten an diesem Bahnhof nur noch einzelne Regionalbahnen. Hoppstädten wird dann hauptsächlich mit einem Bus nach Neubrücke an das Eisenbahnnetz angeschlossen.

#### Neubrücke (Nahe)

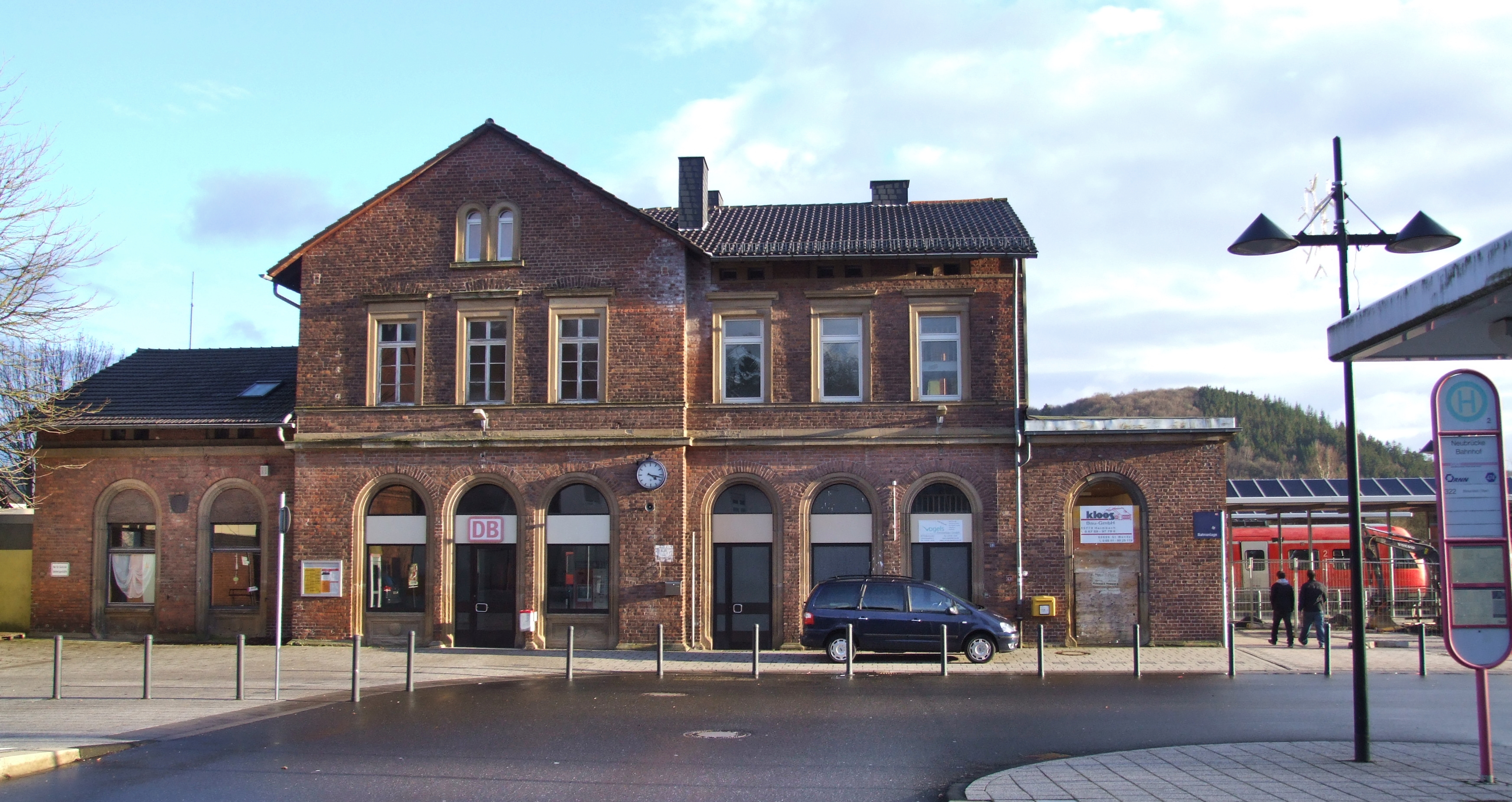
Bahnhof Neubrücke (Nahe)

Der Bahnhof Neubrücke (Nahe) befindet sich im Südosten von Neubrücke (Nahe). Von ihm zweigt die inzwischen abgebaute Birkenfelder Eisenbahn ab, die Birkenfeld an das Bahnnetz anschloss. Mit Fahrplanwechsel am 14. Dezember 2014 dient er nach der Elektrifizierung der Nahestrecke bis Neubrücke als Endhaltepunkt der RB 73 von Saarbrücken.

#### Nohfelden

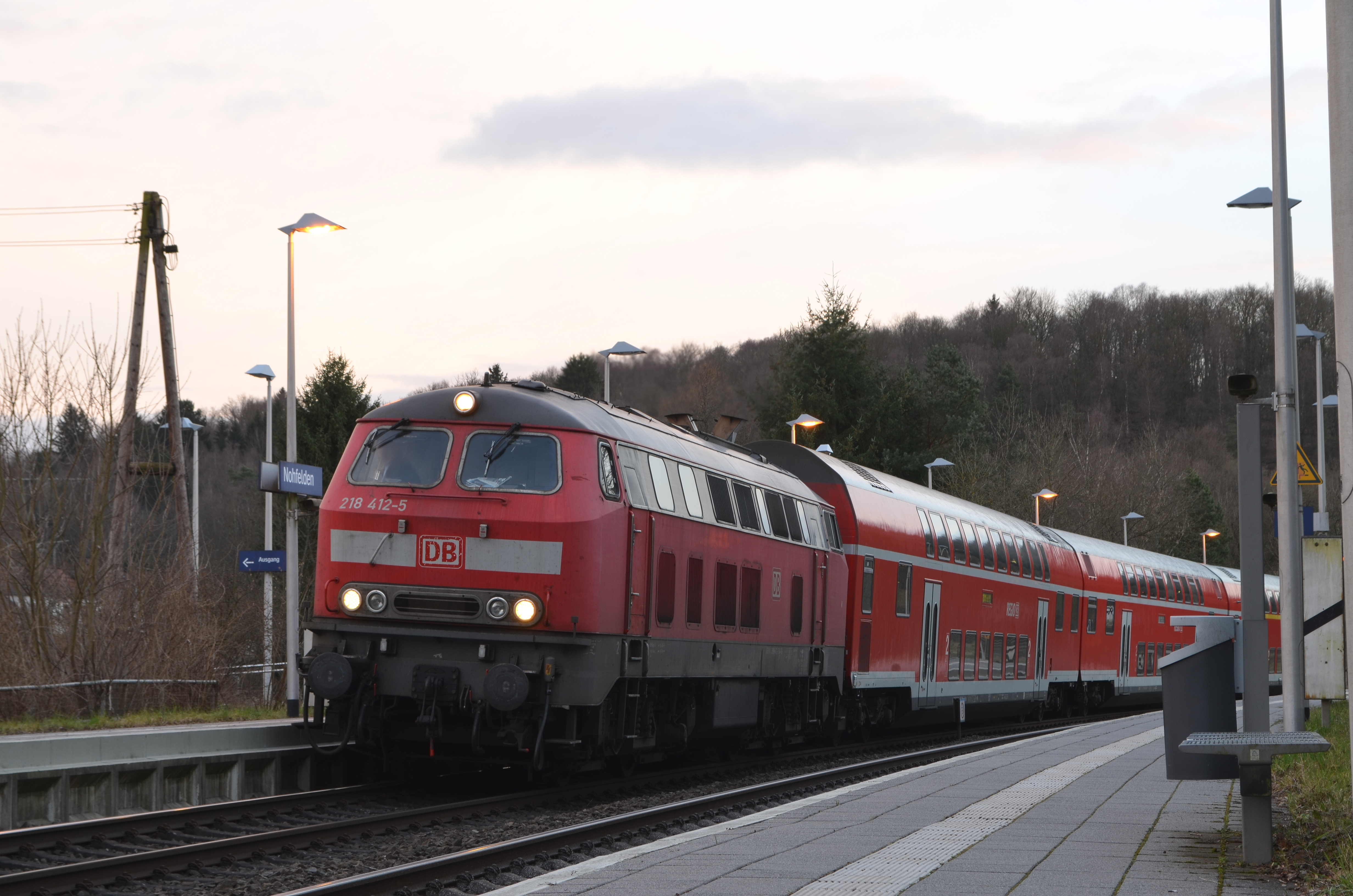
218 412 mit Doppelstockwagen als RB nach Mainz am Abend des 3. März 2014 beim Halt in Nohfelden. DB Regio setzte jährlich an Rosenmontag Doppelstockzüge als Verstärkung auf der Linie ein, die sonst ausschließlich mit der Baureihe 628 bedient wurde.

Der Haltepunkt Nohfelden befindet sich am westlichen Rand von Nohfelden/Nahe.

#### Türkismühle
Der Bahnhof Türkismühle befindet sich am nordöstlichen Rand von Türkismühle. Er wurde 1860 mit Eröffnung des Streckenabschnitts zwischen Oberstein und Neunkirchen in Betrieb genommen. 1889 wurde er Endpunkt der von Trier her kommenden Hochwaldbahn. 1936 kam noch die Bahnstrecke Türkismühle–Kusel. Beide Zweigstrecken wurden mittlerweile stillgelegt und werden zu einem Freizeitweg umgebaut. Nach der Elektrifizierung der Nahestrecke bis Neubrücke (Nahe) ist der Bahnhof seit dem Fahrplanwechsel am 14. Dezember 2014 nicht mehr der Endhaltepunkt der RB 73 von Saarbrücken.

#### Walhausen (Saar)

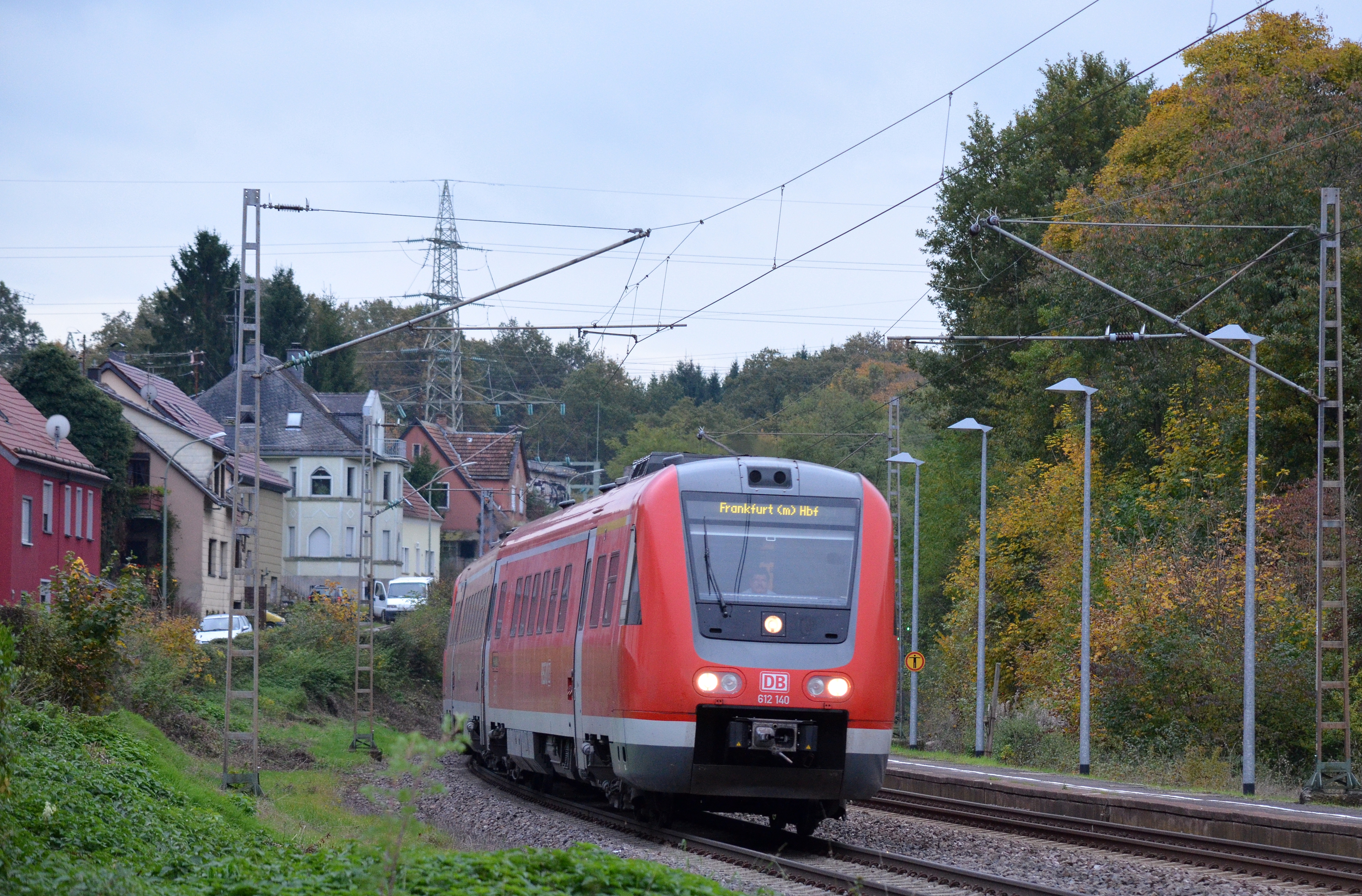
Ein Triebwagen Baureihe 612 durchfährt als RE 3 nach Frankfurt (Main) Hbf den Haltepunkt Walhausen (Saar).

Der Haltepunkt Walhausen (Saar) befindet sich am südlichen Ortsrand von Walhausen (Saar).

#### Namborn
Der Haltepunkt Namborn befindet sich am nordöstlichen Ortsrand von Namborn.

#### Hofeld
Der Haltepunkt Hofeld befindet sich zentral innerhalb von Hofeld.

#### Baltersweiler
Der Haltepunkt Baltersweiler befindet sich am südöstlichen Ortsrand von Baltersweiler.

#### St. Wendel

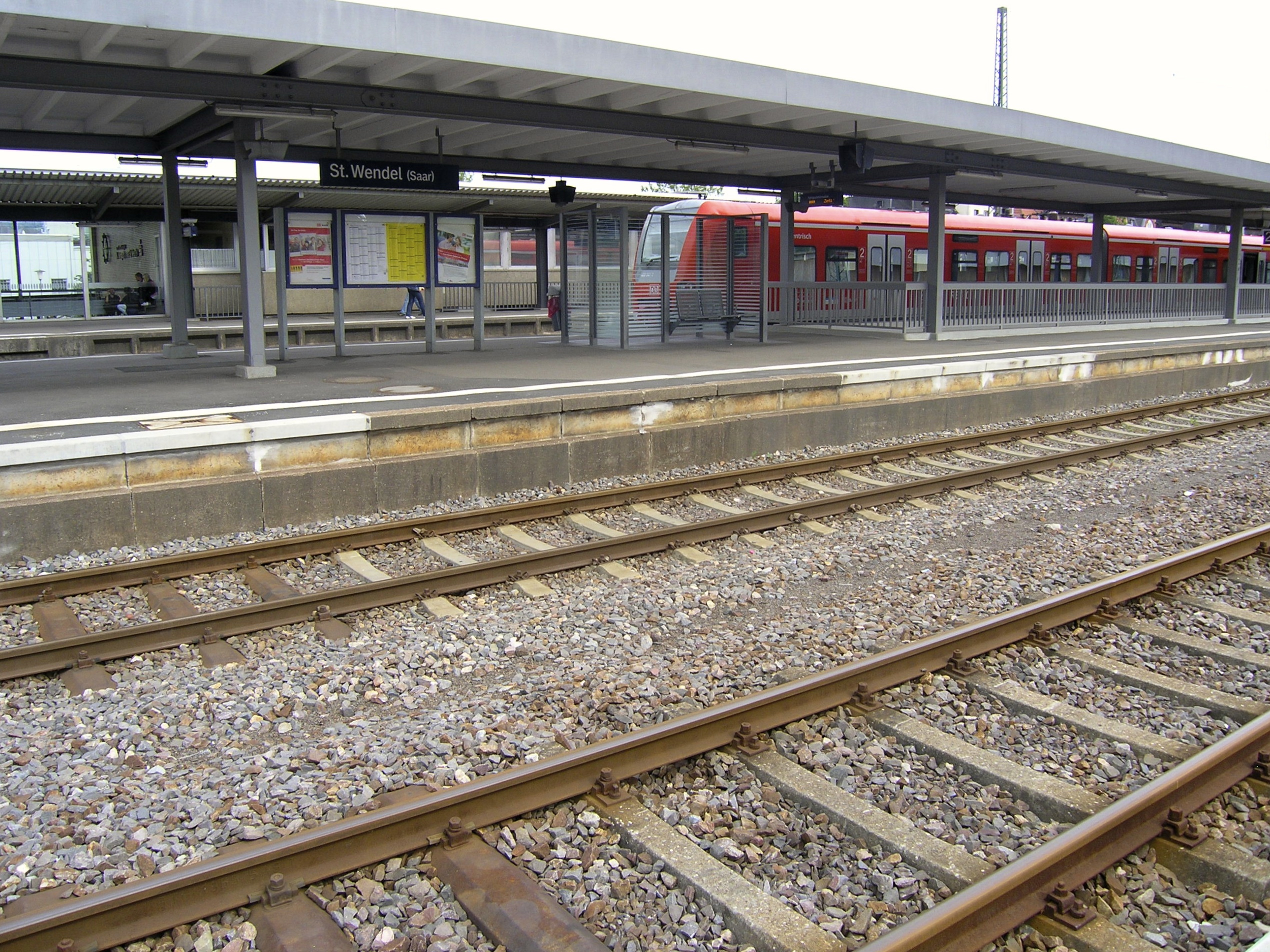
Bahnhof St. Wendel mit Baureihe 425/426

Der Bahnhof St. Wendel befindet sich im Zentrum der Stadt St. Wendel. Von ihm zweigte die inzwischen abgebaute Bahnstrecke St. Wendel–Tholey ab.

#### Oberlinxweiler
Der Haltepunkt Oberlinxweiler befindet sich am östlichen Rand von Oberlinxweiler.

#### Niederlinxweiler
Der Haltepunkt Niederlinxweiler befindet sich unweit der Ortsmitte von Niederlinxweiler.

#### Ottweiler (Saar)
Der Bahnhof Ottweiler (Saar) wurde 1860 mit Eröffnung des Streckenabschnitts zwischen Oberstein und Neunkirchen in Betrieb genommen. Erst 77 Jahre später wurde er mit Eröffnung der Ostertalbahn nach Niederkirchen zum Knotenbahnhof, die ein Jahr später bis nach Schwarzerden durchgebunden wurde und heute eine Museumsbahn ist. Eigens hierfür erfolgte ein Umbau des Empfangsgebäudes sowie die Errichtung eines Inselbahnsteiges für die Zweigstrecke. Zudem erhielt er in diesem Zusammenhang eine Unterführung für Fußgänger.

#### Wiebelskirchen
Der Haltepunkt Wiebelskirchen befindet sich im Westen von Wiebelskirchen, direkt am Ende des Tunnels. Er war früher außerdem eine Blockstelle.

#### Neunkirchen (Saar) Hauptbahnhof

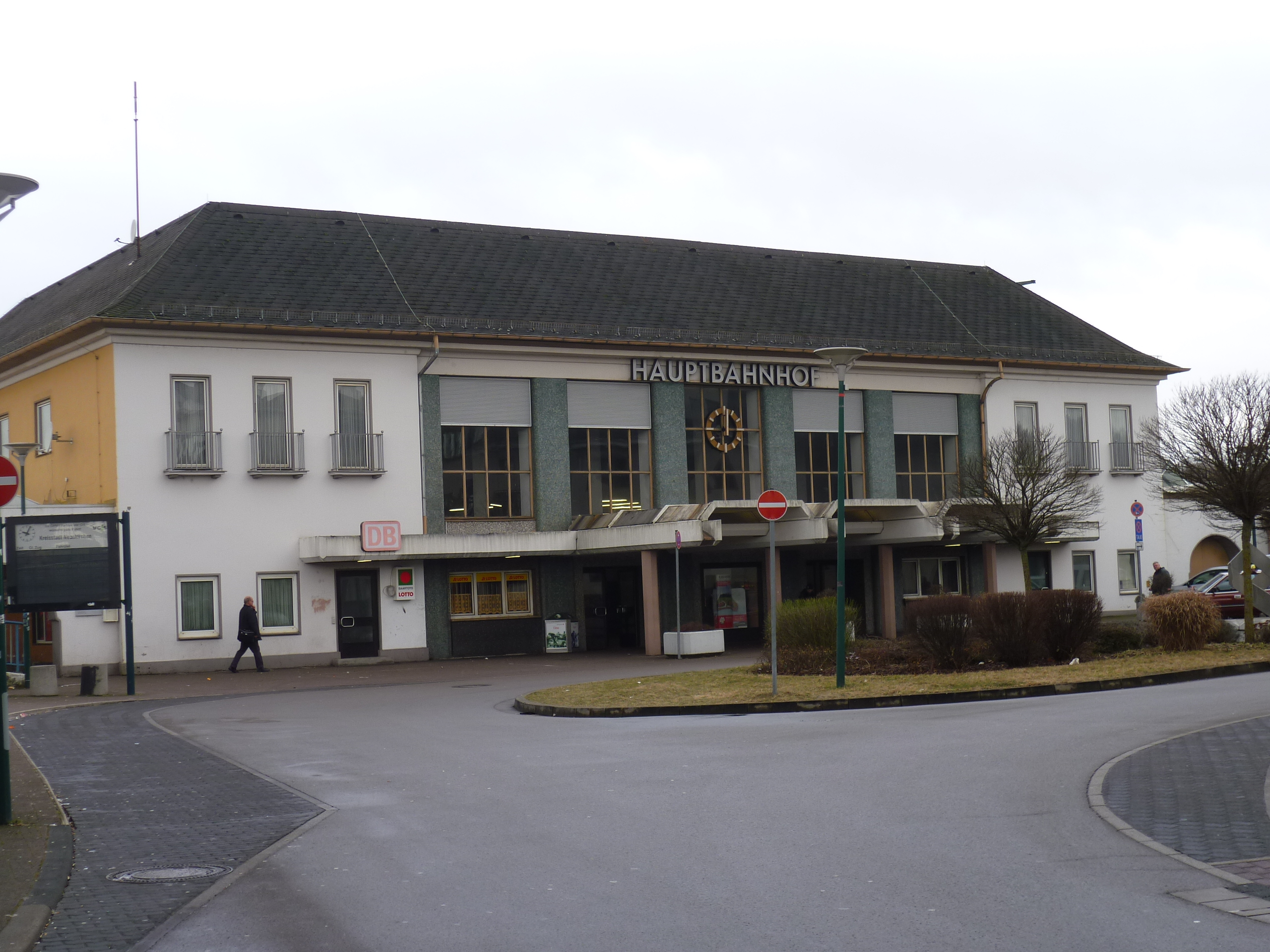
Neunkirchen (Saar) Hauptbahnhof

Der Bahnhof Neunkirchen (Saar) Hbf befindet sich am nördlichen Stadtrand von Neunkirchen (Saar). Er wurde 1850 eröffnet und ist heute ein Keilbahnhof. Er ist darüber hinaus Endpunkt der Fischbachtalbahn, welche ab hier im Abstand von circa zwei Kilometern von der Nahetalbahn bis zu derer beiden Endpunkt, Saarbrücken, parallel verläuft, und der Bahnstrecke Homburg–Neunkirchen. Die Gleise der Nahetalbahn sind mit 1 bis 3 nummeriert, die Gleise Richtung Homburg/Wemmetsweiler mit 25 bis 27. Die ehemaligen Bahnsteiggleise 4 und 7 bis 9 lagen an der Fischbachtalbahn und der Nahetalbahn. Züge aus und nach Schiffweiler kreuzen heute die Nahetalbahn. Mittlerweile stillgelegt ist die Bahnstrecke Neunkirchen–Neunkirchen-Heinitz, die hauptsächlich den Gruben Dechen und Heinitz gedient hatte. Der Bahnhof ist außerdem ein Knotenbahnhof im Güterverkehr, die Gütergleise erstrecken sich großflächig entlang aller Strecken. Der Bahnhof war früher eine Drehscheibe für Kohle- und Stahlzüge, Stückgut und sonstigen Güterverkehr von und nach Neunkirchen, heute fahren hauptsächlich Stahlzüge von und zur Saarstahl AG. Es gibt Acht Anschlussgleise zu Saarstahl, eine Gasverladestation und eine Tankstelle für Diesellokomotiven, des Weiteren besitzen eine Gleisbaufirma und das Kraftwerk Bexbach je einen Anschluss.
Im Bahnhof befindet sich ein Zentralstellwerk der Bauart Sp Dr S60, welches 1965 erbaut wurde. Es steuert neben dem Bahnhof Neunkirchen noch die Bahnhöfe der Sulzbachstrecke (Dudweiler, Sulzbach, Friedrichsthal, Landsweiler-Reden) sowie den Bahnhof Bexbach auf der Strecke nach Homburg bzw. deren Stellwerke fern.
Der Bahnhof ist barrierefrei ausgebaut und mit Aufzugsanlagen ausgestattet, und es gibt Bemühungen seitens der Stadt den Bahnhof attraktiver zu gestalten. An den Bahnsteigen fehlte es jedoch seit dem Abbau der alten Fallblattanzeiger an Fahrgastinformation. Es gibt Bahnsteiglautsprecher, welche der Fahrdienstleiter Neunkirchen bedient. Anfang Juli 2021 wurden die Dynamischen Schriftanzeiger durch Zug-Info-Monitore ersetzt.

#### Landsweiler-Reden
Der Bahnhof Landsweiler-Reden befindet sich am südlichen Ortsrand von Landsweiler-Reden. Früher trug er lediglich die Bezeichnung Reden. Der Bahnhof befindet sich gegenüber der mittlerweile stillgelegten Grube Reden. Die Strecke verlief hier früher dreigleisig nach Neunkirchen zum (mittlerweile teilweise stillgelegten) Westteil des Neunkircher Hauptbahnhofs (Schlawerie), getrennt nach Personenverkehr (heute noch vorhandene Gleise) und Güterverkehr von den beiden Gruben Itzenplitz und Reden (heute nur noch Bahndamm vorhanden). Des Weiteren gab es eine Stichstrecke zur Grube Itzenplitz im Nachbarort Heiligenwald. Der Bahnhof befand sich bis 2016 in einem desolaten Zustand, bis es im Frühling 2016 grundlegend renoviert wurde. Im Bahnhofsgebäude befindet sich ein Stellwerk der Bauart Sp Dr S60, welches im Regelbetrieb vom Zentralstellwerk in Neunkirchen aus ferngesteuert wird.

#### Bildstock
Der Halt Bildstock befindet sich am nordwestlichen Ortsrand des Friedrichsthaler Stadtteils Bildstock, unmittelbar vor dem Bildstocktunnel. Früher standen hier noch zwei Blocksignale.

#### Friedrichsthal Mitte
Der barrierefreie Halt Friedrichsthal Mitte unweit des Zentrums von Friedrichsthal (Saar) wurde 2004 eröffnet. Er befindet sich auf der anderen Seite des Bildstocktunnels.

#### Friedrichsthal (Saar)
Der Bahnhof Friedrichsthal (Saar) befindet sich im Südwesten von Friedrichsthal. Das Bahnhofsgebäude ist dem Verfall preisgegeben.

#### Sulzbach (Saar) Altenwald
Der Halt Sulzbach (Saar) Altenwald befindet sich auf Höhe des Sulzbacher Ortsteils Altenwald.

#### Sulzbach (Saar)
Der Bahnhof Sulzbach (Saar) befindet sich im Zentrum von Sulzbach/Saar. Früher zweigte von ihm ein Anschlussgleis zur Grube Altenwald ab, des Weiteren befanden sich hier mehrere Anschlüsse und ein kleiner Güterbahnhof. Heute sind die umfangreichen Anlagen größtenteils abgebaut, es existieren noch sieben Gleise. Im Bahnhofsgebäude befindet sich das Stellwerk für Sulzbach und Friedrichsthal, welches von Neunkirchen aus ferngesteuert wird.

#### Dudweiler
Der Bahnhof Dudweiler befindet sich im Zentrum des Saarbrücker Stadtteils Dudweiler. Früher zweigte von ihm ein Anschlussgleis zur Grube Dudweiler ab. Das Gebäude wird nur noch als Teil der Unterführung zum Bahnsteig und für das Stellwerk genutzt und ist stark heruntergekommen. Das Stellwerk wird von Neunkirchen ferngesteuert. Im Bahnhof beginnt die Güterbahn nach Saarbrücken Rangierbahnhof, weswegen der Abschnitt Dudweiler-Jägersfreude dreigleisig ist.

#### Jägersfreude
Der Haltepunkt Jägersfreude befindet sich im Zentrum des Saarbrücker Stadtteils Jägersfreude. Bis nach der Jahrtausendwende war Jägersfreude gleichzeitig eine Abzweigstelle, welche vom Stellwerk in Saarbrücken Hbf gesteuert wurde. Somit konnten die Güterzüge zwischen Dudweiler und Saarbrücken drei Gleise nutzen, denn die parallel verlaufende (eingleisige) Güterumgehungsstrecke geht hier in den Rangierbahnhof Saarbrücken über. Heute sind die vier Weichen und Blocksignale, die zur Abzweigstelle gehörten, abgebaut. Gleichzeitig liegen in Höhe des Bahnsteigs die ersten Weichen des Saarbrücker Rangierbahnhofs. Die Abzweigstelle wurde aufgegeben, als das Stellwerk von Saarbrücken Hbf umgebaut und nach Karlsruhe verlagert wurde.

#### Saarbrücken Hauptbahnhof
Der Bahnhof Saarbrücken Hbf existiert seit 1852 und hieß anfangs St. Johann-Saarbrücken. Er ist heute die wichtigste Bahnstation im Saarland. Darüber hinaus ist er Endpunkt mehrerer weiterer Bahnstrecken wie der Fischbachtalbahn, der Forbacher Bahn, der Saarstrecke, der Bahnstrecke Mannheim–Saarbrücken und der Bahnstrecke Saarbrücken–Sarreguemines. Vor dem Bahnhof verläuft die Saarbahn von Saargemünd nach Lebach.

## Verkehr

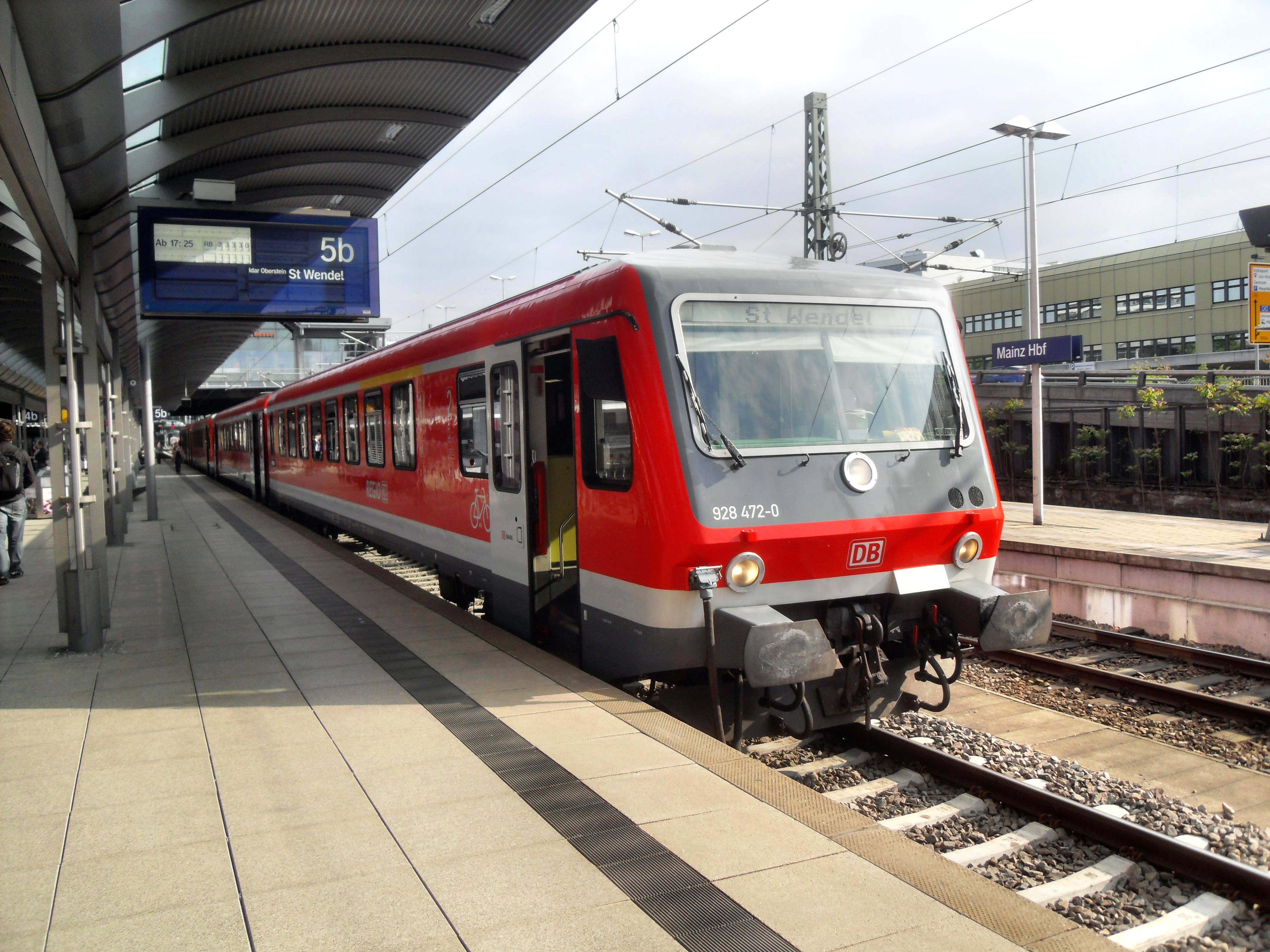
Regionalbahn der Baureihe 628 in Mainz Hauptbahnhof auf dem Weg nach St. Wendel (2009)

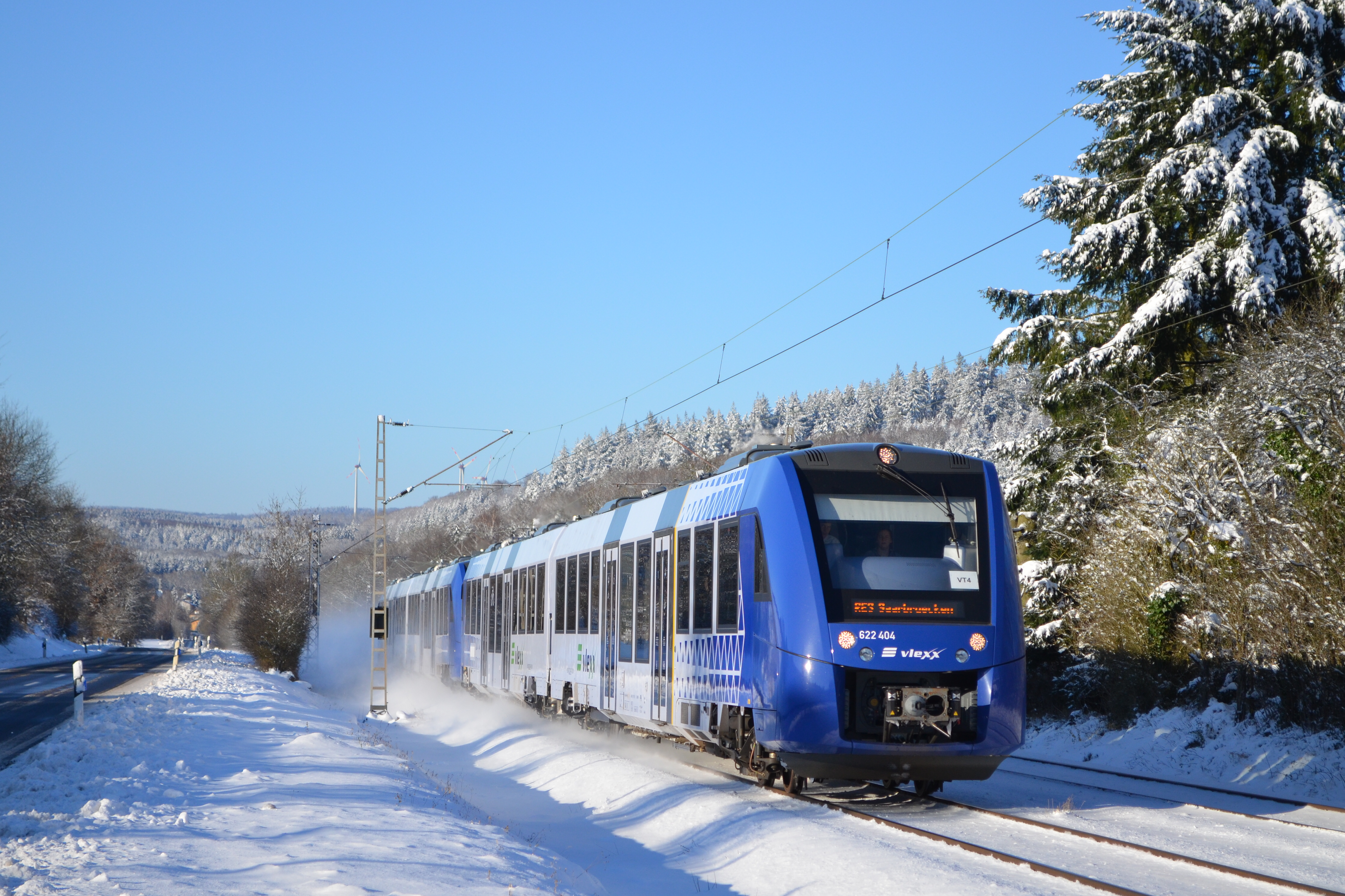
Ein LINT der vlexx als RE 3 nach Saarbrücken kurz vor Walhausen (Saar).

Der Streckenabschnitt Saarbrücken–Türkismühle wurde seit langem schon im dichten Fahrplan betrieben, seit der Elektrifizierung überwiegend mit Wendezügen aus n-Wagen mit E-Loks der Baureihen 140 und 141. Nördlich von Türkismühle kamen oft Schienenbusse der Typen VT 95 (795) und VT 98 (798) zum Einsatz.
Die durchgehenden Eilzüge von Saarbrücken über Idar-Oberstein, Bad Kreuznach und Bingen oder Mainz nach Frankfurt am Main wurden ebenfalls meistens aus Silberlingen gebildet, die mit Dampflokomotiven der Baureihe 01, später mit Diesellokomotiven der Baureihen 220 und 218 auch auf den elektrischen Abschnitten geführt wurden.
Bereits 1960 gab es Fernverkehrszüge zwischen Paris Est und Frankfurt am Main, die nur in Saarbrücken, Neunkirchen, St. Wendel, Neubrücke, Heimbach, Idar-Oberstein, Kirn, Sobernheim, Bad Münster, Bad Kreuznach, Bingerbrück und Mainz hielten.
Von 1965 bis 1979 verkehrte zwischen Staudernheim und Bad Kreuznach außerdem der sogenannte Munzinger-Express.
1985 wurde die Strecke aufgewertet. Der Schnellzug D 258/59 Paris Est–Frankfurt wurde von der Alsenztalbahn Kaiserslautern–Bad Kreuznach genommen und fuhr nunmehr mit seinen französischen Corail-Wagen über diese Strecke, von Saarbrücken bis Frankfurt am Main durchgehend mit der Baureihe 218 bespannt. 1988 folgte ein D-Zugpaar Saarbrücken–Frankfurt–Kassel–Göttingen, das ebenso über diese Strecke geführt wurde. 1990 wurde dieser Fernverkehr wieder eingestellt.

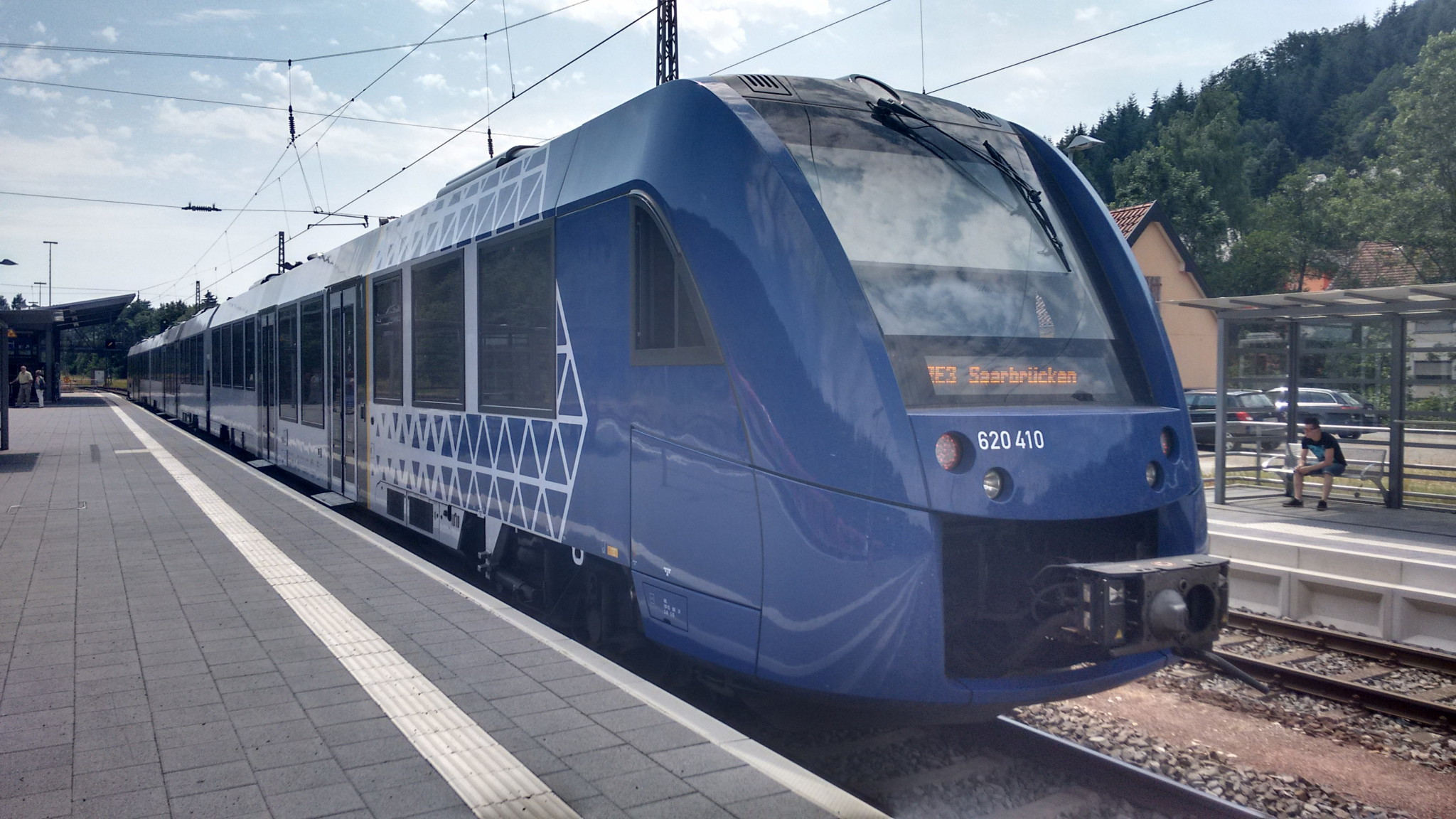
vlexx 620-410 (LINT 81) als RE 3 von Frankfurt nach Saarbrücken in Türkismühle

Heute gibt es durchgehenden Verkehr von Frankfurt (Main) Hbf / Mainz Hbf nach Saarbrücken (RE 3), mit Halt am Flughafen Regionalbahnhof.
Bis zum Fahrplanwechsel am 14. Dezember 2014 wurden die Zugverbindungen von der DB Regio Südwest gefahren. Heute gewährleistet die Regentalbahn mit ihrem Tochterunternehmen vlexx GmbH den Betrieb der Zugverbindungen auf der Nahe-Strecke von Saarbrücken in Richtung Mainz und Frankfurt. Sie setzt dabei Triebfahrzeuge des Typs LINT 81 und 54 ein. Der Verkehr auf dem Abschnitt von Bad Kreuznach nach Bingen wird weiterhin von DB Regio Südwest gefahren.
Bis 2014 verkehrten Neigetechnikzüge der Baureihe 612, seit dem Betreiberwechsel im Dezember 2014 setzt Vlexx Züge des Typs LINT 54 und 81 ohne Neigetechnik ein. Letztgenannte Fahrzeuge kommen auch auf den Abschnitten (Neubrücke-)Heimbach–Mainz auf den vlexx-Linien RB 33 und RB 34 zum Einsatz.
Auf dem Abschnitt Neubrücke (Nahe)–Saarbrücken verkehrte bis Ende 2019 die DB-Regionalbahnlinie RB 73 mit Elektrotriebwagen der Baureihen 425 und 426. Nach einer Neuausschreibung der Linie übernahm im Dezember 2019 die Vlexx GmbH auch hier den Verkehr. Es sollten eigentlich Neufahrzeuge des Typs Bombardier Talent 3 zum Einsatz kommen; aufgrund von Lieferschwierigkeiten des Herstellers verzögerte sich die Auslieferung der Fahrzeuge jedoch teilweise bis ins Jahr 2021. Ersatzweise mietete Vlexx gebrauchte Fahrzeuge der Baureihe 425/426 vom Saarland an, die zuvor von der DB Regio eingesetzt wurden, um mit diesen Fahrzeugen einen Ersatzbetrieb aufrechterhalten zu können. Da die Vlexx GmbH zugleich auch noch an erheblichem Personalmangel litt, wurden die werktäglichen Verstärkerzüge der Linie RB 73 zwischen Saarbrücken und St. Wendel im Rahmen einer Notvergabe im Februar 2020 an die RB Regio vergeben, welche die besagte Strecke bis Dezember 2020 mit Zügen der BR 426 bediente. Seit Dezember 2020 bedient die Vlexx GmbH die Züge der Linie RB 73 nun planmäßig mit den Neufahrzeugen des Typs Bombardier Talent 3.
Da Vlexx seine Züge durch DB Regio in Trier warten lässt und diese dorthin im Rahmen von Fahrgastfahrten überführt werden, erfolgen planmäßig Tauschleistungen mit der DB Regio: So bedient Vlexx an Werktagen planmäßig zwei Umläufe der Linie RB 71 von Saarbrücken nach Trier, während auf der Nahestrecke drei Mal werktäglich Umläufe der DB Regio verkehren. Diese drei Fahrten der Linie RB 73 werden von vierteiligen Zügen des Typs Alstom Coradia Continental gefahren.

## Ausbau
Am 20. Oktober 2023 beschloss der Deutsche Bundestag, ein als ABS Bingen – Hochspeyer, Neustadt – Wörth bezeichnetes Vorhaben in den potenziellen Bedarf des Bedarfsplans für die Bundesschienenwege aufzunehmen. Der Bundesrat hat dem Gesetz in seiner Sitzung am 24. November 2023 zugestimmt. Dies schließt den Abschnitt zwischen Bingen und Bad Münster am Stein ein.